# Filón de Alejandría
Filón de Alejandría (en griego: Φίλων ὁ Ἀλεξανδρεύς, Philôn ho Alexandreus; en latín: Philo Judaeus, «Filón el judío»; en hebreo: פילון האלכסנדרוני, Filôn Haleksandrôny) fue un filósofo judío helenístico nacido alrededor del año 20 a. C. en Alejandría, donde murió alrededor del 45 d. C. Contemporáneo al inicio de la era cristiana, vivió en Alejandría, entonces el gran centro intelectual del Mediterráneo. La ciudad tenía una fuerte comunidad judía de la que Filón fue uno de sus representantes ante las autoridades romanas. Su abundante trabajo es principalmente apologético, con la intención de demostrar la combinación perfecta entre la fe judía y la filosofía helenística.
Filón fue el primero en pensar en Dios como el arquitecto del universo, a diferencia de Platón (para quien el demiurgo es un artesano) y de Aristóteles (para quien el mundo es increado). En su obra concedió gran importancia a la Providencia divina y a la gracia, reconociendo que el mundo es de Dios y no de los hombres. Entonces, si bien los seres humanos pueden tener algún parentesco espiritual con Dios, no están en el mismo rango que él. Creer lo contrario sería sucumbir al mal. Dios actúa mediante los poderes divinos: el que crea, el que ordena, el que prohíbe, la compasión o la misericordia y finalmente el poder real o soberano. Para Filón, existen dos clases de ángeles: los que ayudaron a Dios a crear el mundo y los que ayudan a los hombres en su ascenso a Dios.
En su ética, Filón diferenció las malas pasiones (deseo, miedo, tristeza y placer) de las buenas (alegría, precaución y querer). Comparó los cuatro ríos del paraíso con las cuatro virtudes de prudencia (o dominio propio), templanza, valentía y justicia. Para Filón, los seres virtuosos son beneficiosos para quienes los rodean y encuentran su propia recompensa en acciones rectas y virtuosas. Sin embargo, los seres humanos no son virtuosos por naturaleza y necesitan leyes adaptadas, derivadas de la ley natural, para vivir juntos lo mejor que puedan. Por tanto, si bien Filón sostuvo (siguiendo a los estoicos) que los hombres pertenecen a una comunidad natural, creía que debían dividirse en naciones para ser viables.
Si bien para Filón la democracia es la mejor forma de gobierno, siempre la consideró amenazada por un exceso de libertad o por la debilidad de sus líderes. Por tanto, insistió en que estos últimos debían ser sabios y estar preocupados por la justicia y la igualdad. Finalmente, aunque reconoce la necesidad de la política, muestra cierta desconfianza hacia las figuras políticas simbolizadas por la persona de José (el hijo de Jacob) hacia quien tiene sentimientos ambivalentes.
Filón interpretó la Biblia a través de la filosofía griega, apoyándose principalmente en Platón y en los estoicos. Esto resultó en los siglos siguientes en una sumisión de la filosofía a las Escrituras. Si bien el pensamiento de Filón impregnó a los padres de la Iglesia, como Orígenes de Alejandría, Ambrosio de Milán y Agustín de Hipona, su influencia fue débil en la tradición judía, en particular en la tradición rabínica que nació uno o dos siglos después de su muerte. Parte de esto se debe a su uso de la Septuaginta (la Biblia traducida al griego) en lugar de la Biblia hebrea y su interpretación alegórica de la Torá. Su obra también da referencias sobre movimientos religiosos hoy desaparecidos, como los terapeutas de Alejandría.

## Filón y Alejandría

### Elementos biográficos

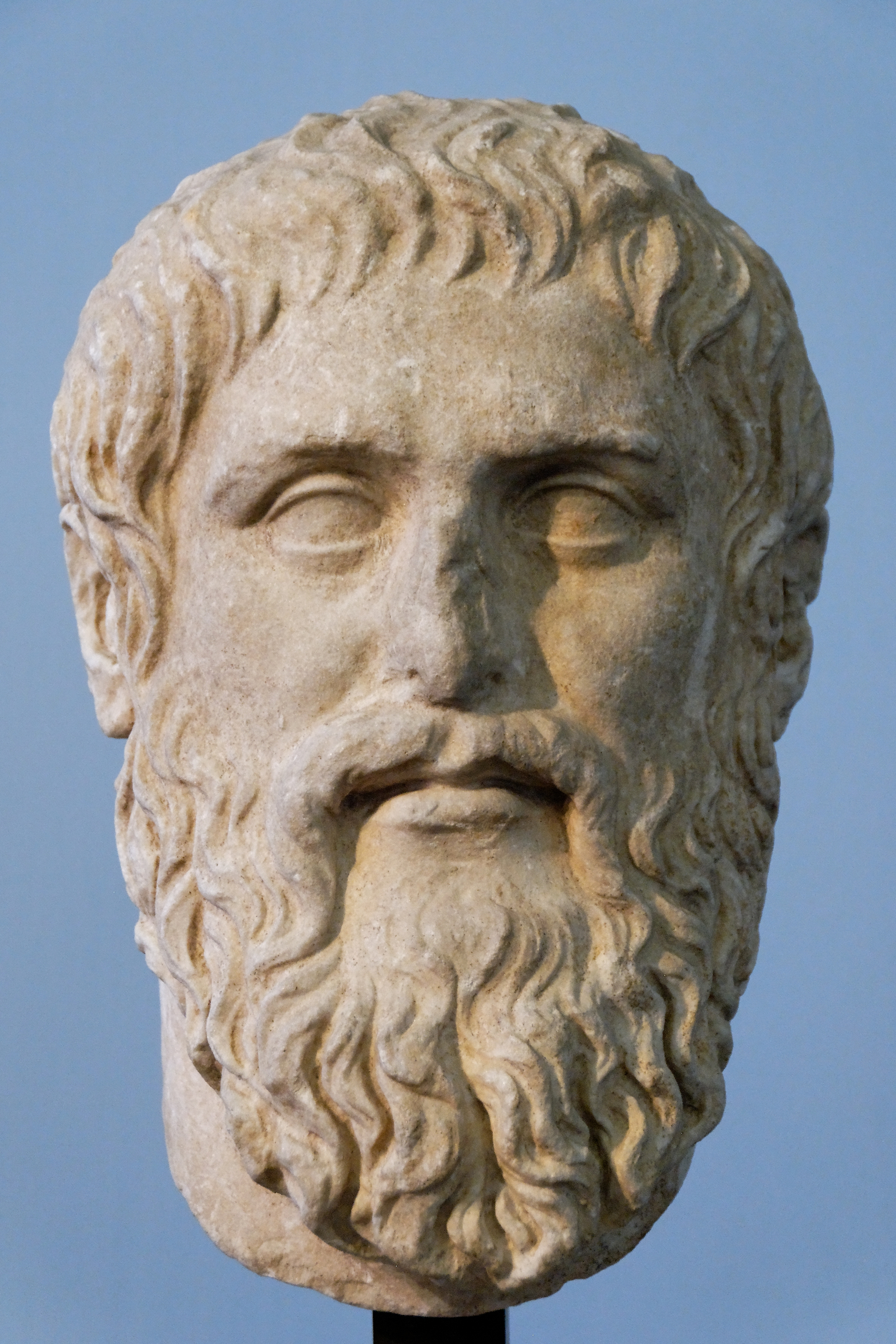
Copia de una escultura de Platón, uno de los inspiradores de Filón, realizado por Silanión (c. 370 a. C.).

Filón pertenecía a una familia adinerada de Alejandría: su hermano Alejandro ocupó el cargo de alabarca, es decir, funcionario de aduanas; era muy rico y cercano a Antonia Minor, la hija de Marco Antonio; y vivía en un lujo que su hermano filósofo desaprobaba. Filón estaba casado con una mujer virtuosa, pero no se sabe si tuvieron hijos. Tenía una educación sólida, pero no se sabe si asistió a escuelas griegas o recibió una educación en un pequeño establecimiento privado o incluso en una escuela cerca de la sinagoga. Se supone que estudió filosofía asistiendo a «conferencias públicas en el Museo» y visitando la Biblioteca de Alejandría. Sus preferencias lo empujaron más hacia Platón y los presocráticos que hacia Aristóteles y la Academia nueva. Las descripciones de boxeo, pentatlón, competencias pancreáticas y carreras de cuadrigas que marcan sus escritos demuestran que disfrutaba del deporte, así como también apreciaba las representaciones teatrales y las lecturas públicas.
Si bien escribió su trabajo en griego, los historiadores han debatido su nivel de dominio del idioma hebreo. Ernest Renan lo considera débil, pero el debate no ha terminado. Filón, en palabras de Mireille Hadas-Lebel, vivía «en una gran ciudad griega apud Aegyptum, en la periferia de Egipto», donde los griegos y judíos vivían en la diáspora, es decir, mantenían vínculos fuertes con sus ciudades o provincias de origen (Macedonia, Creta, Judea, etc.). Si un tratado, cuya autenticidad se disputa, parece indicar que Filón hizo una peregrinación a Jerusalén, su asistencia a la sinagoga está, en cambio, sólidamente atestiguada. Sin embargo, Filón compartía la opinión de la mayoría de los judíos de Alejandría, que «estaban [...] convencidos de la superioridad de la civilización griega», aunque «no comprendían el politeísmo con el que se conciliaba». En sus escritos a veces opone los dramas mitológicos de los dioses griegos a la verdad de la Biblia.
Sus escritos parecen mostrar que no ejercía una profesión para ganarse la vida y se dedicaba únicamente a los estudios aunque, según Mireille Hadas-Lebel, «la redacción de su obra probablemente no se extiende a un largo período de su vida», probablemente al acercarse a la vejez.

### Alejandría en la época de Filón

Mapa de Alejandría durante el período helenístico. El Museo estaba ubicado en el n.° 9.

Fundada por Alejandro Magno, Alejandría representó durante los primeros tres siglos de su existencia «lo más brillante [...] de la civilización mediterránea». Su arquitecto Dinócrates la diseñó mediante un plan de red de calles en ángulo recto, adoptadas por primera vez en la reconstrucción de Mileto y la construcción de la ciudad de Pireo en el siglo V a. C. por Hipodamo de Mileto. Según R. Martin, «su división matemática respondía a las divisiones matemáticas y lógicas en las que estos filósofos-arquitectos buscaban encerrar su sociedad ideal». Después de su fundación, la ciudad se convirtió en «el centro de una nueva civilización que combinaba Grecia y Oriente». La ciudad estaba dividida en cinco distritos, dos de los cuales eran ocupados principal o exclusivamente por judíos. La ciudad tenía tres tipos de población, correspondientes a tres religiones diferentes: los egipcios adoraban a Isis y Serapis y los griegos veneraban a los dioses del Olimpo, mientras que los judíos (que en la época de Filón representaban alrededor de un tercio de la población) adoraban al Dios de Abraham. La convivencia de estas tres religiones dio lugar a un cierto sincretismo, observable particularmente en las necrópolis.
La ciudad tenía dos puertos. Uno, en el lago Mareotis, recibía las mercancías que atravesaban el Nilo y los canales de Egipto, África o incluso Asia. El otro, el puerto marítimo, estaba destinado sobre todo a la exportación de mercancías a través del Mediterráneo: Alejandría exportaba papiros, telas, jarrones y trigo. Una cuarta parte de los suministros de Roma provenían de Egipto.

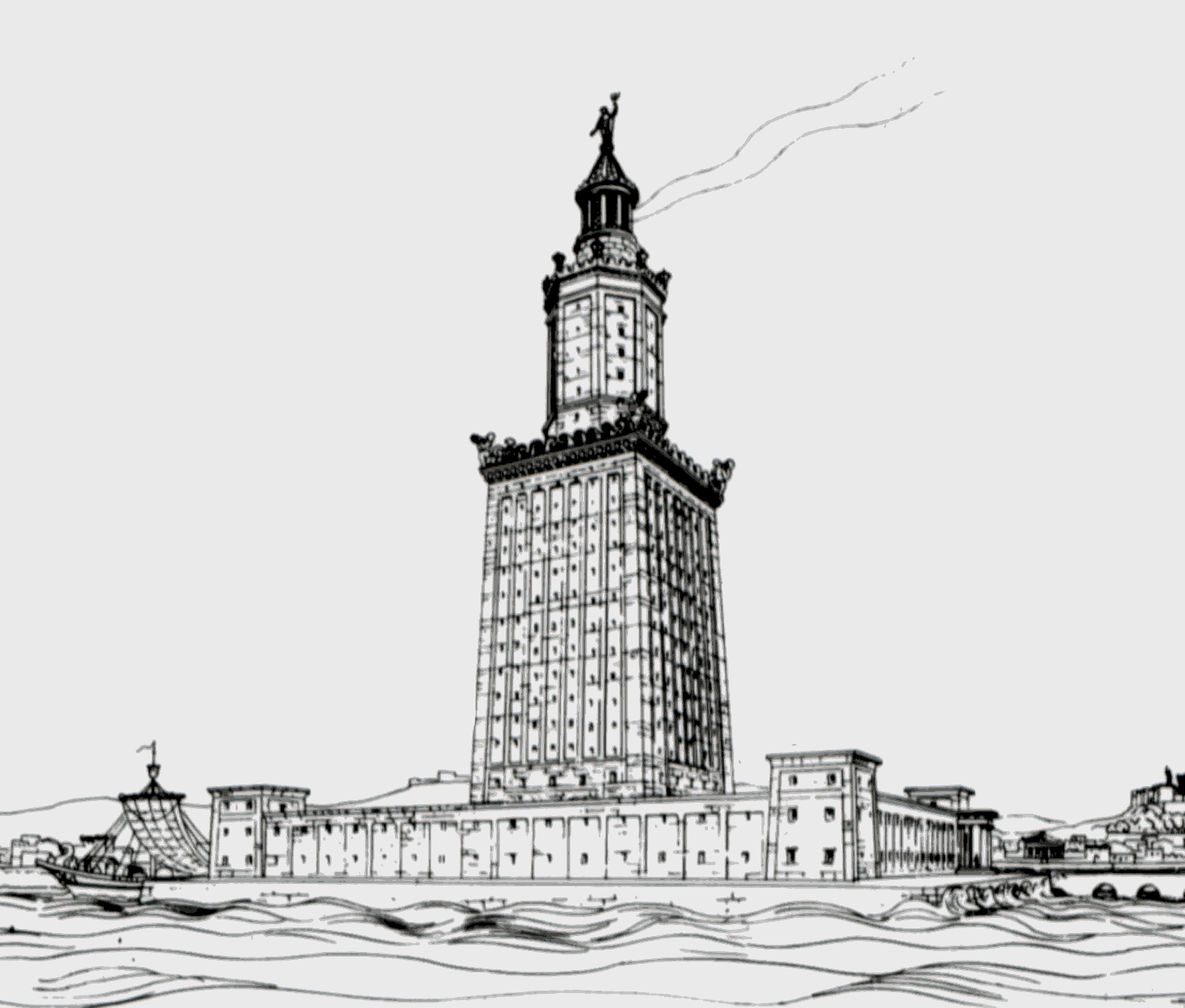
Faro de Alejandría, dibujo del arqueólogo Hermann Thiersch (1909).

Alejandría tenía entonces monumentos famosos como el Faro, una de las siete maravillas del mundo antiguo, y su no menos famosa Biblioteca, creada por iniciativa de Ptolomeo I Sóter, quien quería convertir a la ciudad en la capital cultural del mundo helenístico en lugar de Atenas. En 288 a. C., a instancias de Demetrio de Falero, construyó el Museion (el «Palacio de las Musas»), que albergaba una universidad, una academia y la Biblioteca. Esta última albergaba 400 000 volúmenes en sus inicios, y hasta 700 000 en la época de Julio César. Ubicado en el distrito de Bruchium cerca de los palacios reales (basileia), Epifanio de Salamina lo ubica en «Broucheion». El patrimonio de la Biblioteca estaba formado principalmente por adquisiciones, pero también por incautaciones. Se dice que Ptolomeo ordenó a todos los barcos que atracaban en Alejandría permitir que los libros a bordo fueran copiados y traducidos; la copia se devolvía al barco y el original se guardaba en la Biblioteca.
Estrabón describió la institución de la siguiente manera: «El Museo forma parte del palacio de los reyes, contiene un paseo, un lugar amueblado con asientos para conferencias y una gran sala donde los estudiosos que integran el Museo toman sus comidas juntos. Esta sociedad tiene ingresos comunes, su director es un sacerdote, antes nombrado por los reyes, ahora por el emperador». Entre los eruditos e investigadores que residieron en el Museo o en Alejandría, se encuentran Euclides, Arquímedes de Siracusa, Nicómaco de Gerasa (fundador de la aritmética), Apolonio de Perge (geometría), Aristarco de Samos, Hiparco de Nicea y Claudio Ptolomeo. También pasaron por Alejandría los dos fundadores de la Escuela de Medicina herofílica, Herófilo y Erasístrato. El Museo también tenía una escuela filológica de primer nivel con Zenódoto de Éfeso, Aristófanes de Bizancio y Aristarco de Samotracia. La filosofía estuvo siempre muy presente, sobre todo con Teofrasto y Estratón de Lámpsaco, que estuvieron en el Museo. Sin embargo, si desde el principio todas las escuelas filosóficas estuvieron presentes en Atenas, la escuela de filosofía alejandrina es posterior a Filón, quien es en cierto modo «el precursor».
Alejandría se convirtió rápidamente en un centro intelectual de primera importancia en los campos de la ciencia y la filosofía, mientras que la literatura estaba algo abandonada. El helenista Alexis Pierron señala a este respecto que «la literatura propiamente dicha vegetaba tristemente en esta atmósfera de ciencia y erudición y solo daba frutos sin savia ni sabor».

### Los compromisos políticos y la comunidad de Filón

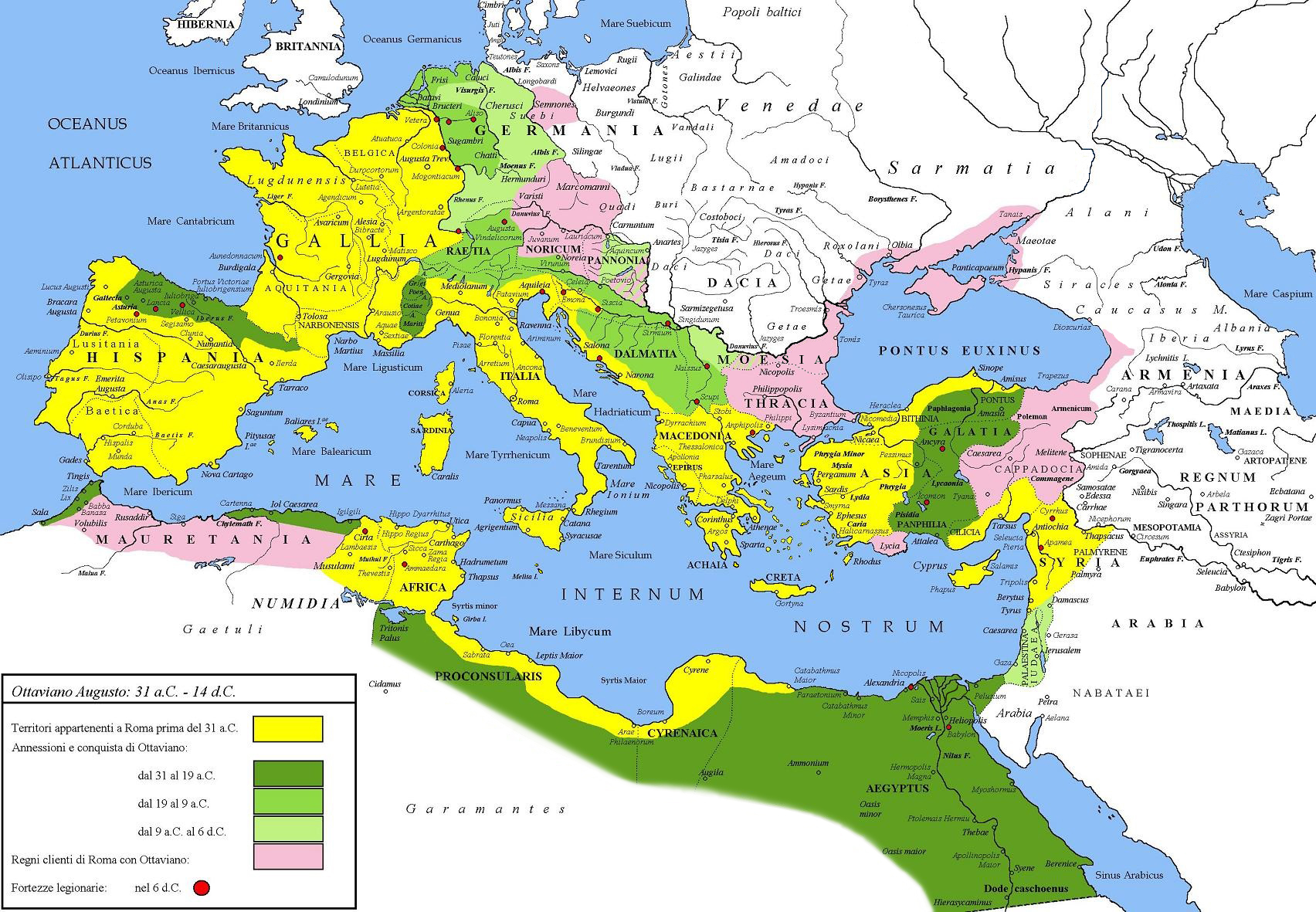
El Imperio romano bajo Augusto, con los territorios anexados entre 31 a. C. y 6 d. C.

Filón nació alrededor del año 20 a. C., diez años después de que Egipto se convirtiera en provincia romana. Si bien este cambio de estatus tuvo poco efecto a nivel cultural, introdujo profundos cambios sociales y políticos. Los griegos tuvieron la oportunidad de convertirse en ciudadanos romanos, pero debían romper los lazos con su ciudad natal. Los judíos, quienes los romanos estimaban más cercanos a los egipcios que los griegos, estuvieron obligados a pagar los impuestos de laographica, una obligación considerada degradante. De manera más general, el estatuto que en el período ptolemaico les permitió formar «un politeuma, una comunidad [...] que disfrutaba de privilegios específicos, directamente subordinada al gobierno más que a la ciudad» se puso en entredicho. El título de etnarca (cabeza de la comunidad) fue abolido en el año 10 u 11 d. C., mientras se fortaleció la autoridad del consejo de ancianos. Además, el acceso a la administración y al ejército se volvió más difícil para los judíos porque los puestos estaban reservados para los romanos. Mientras tanto, la tensión entre judíos y egipcios aumentó. Fue en este contexto que Filón se involucró políticamente en la vida de la ciudad, en particular a través de su obra In Flaccum (Contra Flaco).
Flaco, prefecto de Egipto bajo Tiberio, perdió su apoyo en Roma cuando el emperador murió en 37 d. C. y fue sucedido por Calígula. Para mantenerse en el cargo, buscó en compensación compaginar la ciudad de Alejandría cediendo a los elementos más antijudíos. Finalmente Flaco, que no pudo mantener el orden, fue destituido y ejecutado. Durante este período, la comunidad judía sufrió y fue criticada en particular por sus restricciones dietéticas. En 39 d. C., Filón fue elegido junto con otros tres notables para defender «el derecho de ciudadanía de los judíos en Alejandría». Tuvo que enfrentarse a otra delegación liderada por Apión, un egipcio helenizado que defendía el punto de vista de los griegos. Fue en esta ocasión que Filón escribió la Legatio ad Gaium. La delegación judía tuvo problemas para encontrarse con Calígula y, cuando finalmente se reunieron con él, el emperador declaró que quería que se construyera una estatua de él como Júpiter en el Templo de Jerusalén, lo que sembró desolación entre los miembros de la delegación. Finalmente, este proyecto no se realizó gracias a la intervención de Agripa I y la muerte de Calígula. Filón atribuyó a la Providencia el final feliz de los dos casos.
El encuentro con Calígula le dio a Filón la oportunidad de meditar sobre la naturaleza de la tiranía. No creía (como Platón) que era una degeneración de la democracia, sino que provenía de personas naturalmente inclinadas a la tiranía, tendencia que se ve reforzada por la impunidad y por la debilidad de quienes deberían acabar con ella. Según él, el deseo de los emperadores de ser considerados dioses estaba ligado al hecho de que, entre los griegos, el rey es el «pastor de los pueblos». Él enfatizó que la fe en un solo Dios protege a los judíos de esta tentación. Hablando de Calígula, Filón escribió:
Solo veía mal a los judíos, precisamente porque eran los únicos que mostraban disposiciones contrarias, educados como estaban y (se podría decir) envueltos por sus padres, sus maestros, sus preceptores y más todavía por las leyes santas, incluso también por las tradiciones no escritas, creyendo en un solo dios, que es el padre y el autor del universo (Legatio ad Gaium, 115).

## Filón, el comentarista bíblico

### Filón y la Septuaginta

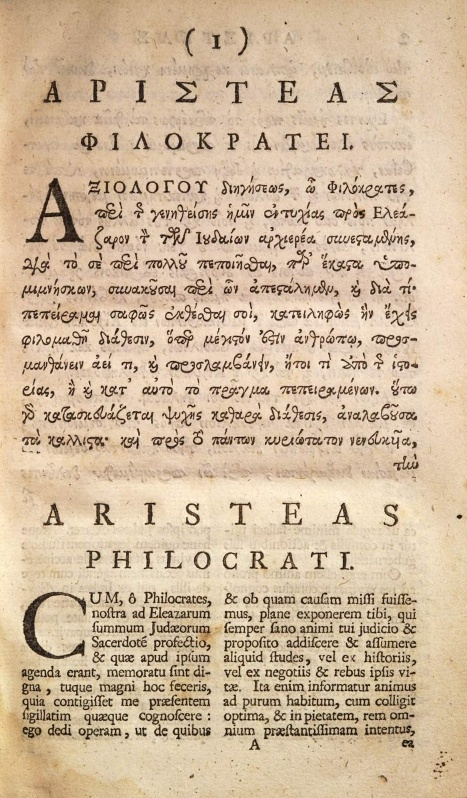
Carta de Aristeas, edición bilingüe greco-latina de Oxford (1692).

De acuerdo con una tradición reportada en la Carta de Aristeas (siglo II a. C.), una descripción pseudoepígrafica legendaria de la traducción griega de la Biblia, esta habría sido escrita por 72 traductores en Alejandría (c. 270 a. C.) a petición de Ptolomeo II Filadelfo. Filón (y después Agustín de Hipona en su libro La ciudad de Dios) dio crédito a esta tesis. Esta traducción, sin embargo, no se refería a la totalidad del texto bíblico, sino solo a «lo que los judíos de Alejandría llamaban ho nomos, la Ley, o preferiblemente, en plural hoi nomoi, las Leyes, es decir los primeros cinco libros de la Torá, conocidos con el nombre griego de Pentateuco».
Si bien en la Carta de Aristeas el papel de la providencia divina es discreto y se limita al hecho de que los 72 traductores terminaron la traducción en 72 días, Filón enfatizó el carácter divino de esta traducción al especificar que los traductores vivían en la isla de Faro, a salvo de los vicios de la ciudad, y habían buscado ayuda divina antes de ponerse manos a la obra. En su obra Sobre Moisés (II, 37) va aún más lejos y afirma que los traductores «profetizaron, como si Dios se hubiera apoderado de su espíritu, no cada uno con palabras diferentes sino con las mismas palabras y los mismos giros, cada uno como bajo el dictado de un soplador invisible». Por tanto, para él, la versión griega es tan indiscutible como la versión hebrea y también tiene un carácter sagrado. Sostuvo además que «siempre que los caldeos que saben griego o los griegos que saben caldeo se encuentran frente a las dos versiones simultáneamente, la caldea y su traducción, las miran con admiración y las respetan como dos obras hermanas o, mejor dicho, como una misma obra». Parece que los judíos de Alejandría compartían esta opinión al celebrar cada año el aniversario de la traducción en la isla de Faro en festividades en las que también participaron alejandrinos no judíos.

### Resumen de los comentarios de Filón
Los comentarios de Filón se centran en los cinco libros de la Torá (es decir, el Pentateuco): Génesis, Éxodo, Levítico, Números y Deuteronomio. En un balance de los textos citados en los manuscritos de los comentarios sobrevivientes de Filón, Génesis es el más citado (58 columnas) antes que el de Éxodo (28 columnas), Deuteronomio (13 ½ columnas), Levítico (12 columnas) y Números (9 columnas). Los otros escritos bíblicos ocupan solo 3 columnas.
Filón, siguiendo la tradición hebrea, atribuye el Pentateuco a Moisés. Lo que le interesa de estos libros no es la historia que contienen (para Hadas-Lebel, el pensamiento de Filón es ahistórico), sino lo que dicen sobre la relación entre Dios y los seres humanos. Mireille Hadas-Lebel sostiene que Filón escribió sus comentarios bíblicos basándose primero en las cuestiones que los judíos se estaban planteando en ese momento. Estas serían homilías sinagogales que se habrían recopilado en una forma más elaborada, además de escrita.
Royse, en The Cambridge Companion to Philo, distingue entre obras basadas en la técnica de «preguntas y respuestas», comentarios alegóricos y obras utilizadas para la exposición de la Ley.
| Tipo de interpretación      | Tratados |
| --------------------------- | --- |
| 1. Preguntas y respuestas   | Quaestiones et solutiones in Genesim y Quaestiones et solutiones in Exodum (estas obras se han perdido en parte y solo las conocemos a través de una traducción al armenio). |
| 2. Interpretación alegórica | Legum Allegoriae (Alegoría de las leyes), De Cherubim (Sobre los querubines), De Sacrifiis Abelis et Caini (Sobre los sacrificios de Abel y Caín), Quod deterius potiori insidiari soleat (Las habituales intrigas de lo peor contra lo mejor), De posteritate Caini (Sobre el futuro de Caín), De Gigantibus (Sobre los gigantes), Quod Deus sit immutabilis (Dios es inmutable), De Agricultura (Sobre la agricultura), De plantatione (Sobre la plantación), De ebrietate (Sobre la ebriedad), De sobrietate (Sobre la sobriedad), De confusione linguarum (Sobre la confusión de lenguas), De migratione Abrahami (Sobre la migración de Abraham), Quis rerum divinarum heres sit (El heredero de las cosas divinas), De congressu eruditonis gratia (Sobre el encuentro de la erudición con la gracia), De Fuga et inventione (Sobre fuga e invención), De mutatione nominum (Sobre el cambio de nombre). |
| 3. Exposición de la Ley     | De Opificio Mundi (Sobre la creación del mundo), De somniis (Sobre los sueños), De Abrahamo (Sobre Abraham; tratado sobre Enós, Enoc, Noé, Abraham, Isaac y Jacob, hombres quienes guardaron la ley divina antes de Moisés), De Josepho (Sobre José), De vita Mosis (Sobre la vida de Moisés), De Decalogo (Sobre los Diez Mandamientos), De specialibus legibus (Sobre las leyes específicas), De virtutibus (Sobre la virtud), De praemiis et poenis (Sobre recompensas y castigos). |

El trabajo de Filón como comentarista de la Biblia ha sido objeto de varias clasificaciones. Podemos distinguir los escritos donde predomina la exégesis, de los que recurren a la interpretación alegórica. En esta línea, Mireille Hadas-Lebel clasifica los comentarios en tres polos principales: los relacionados con la creación del mundo, los que se centran en la sucesión de generaciones hasta Moisés y los que tratan de las leyes.
En el Tractatus Coisliniamis, un griego inspirado en Aristóteles distingue a los escritos miméticos (poesía) de los no miméticos, que se subdividen en tres: escritos históricos, escritos moralmente instructivos y escritos teóricos. Según Kamesar, existe una correspondencia entre los géneros no miméticos descritos en el Tractatus y «los géneros del Pentateuco descritos por Filón: el género cosmológico de Filón corresponde al denominado teórico; el género histórico/genealógico, al histórico; y el género legislativo, al moralmente instructivo».

### Filón y la exégesis

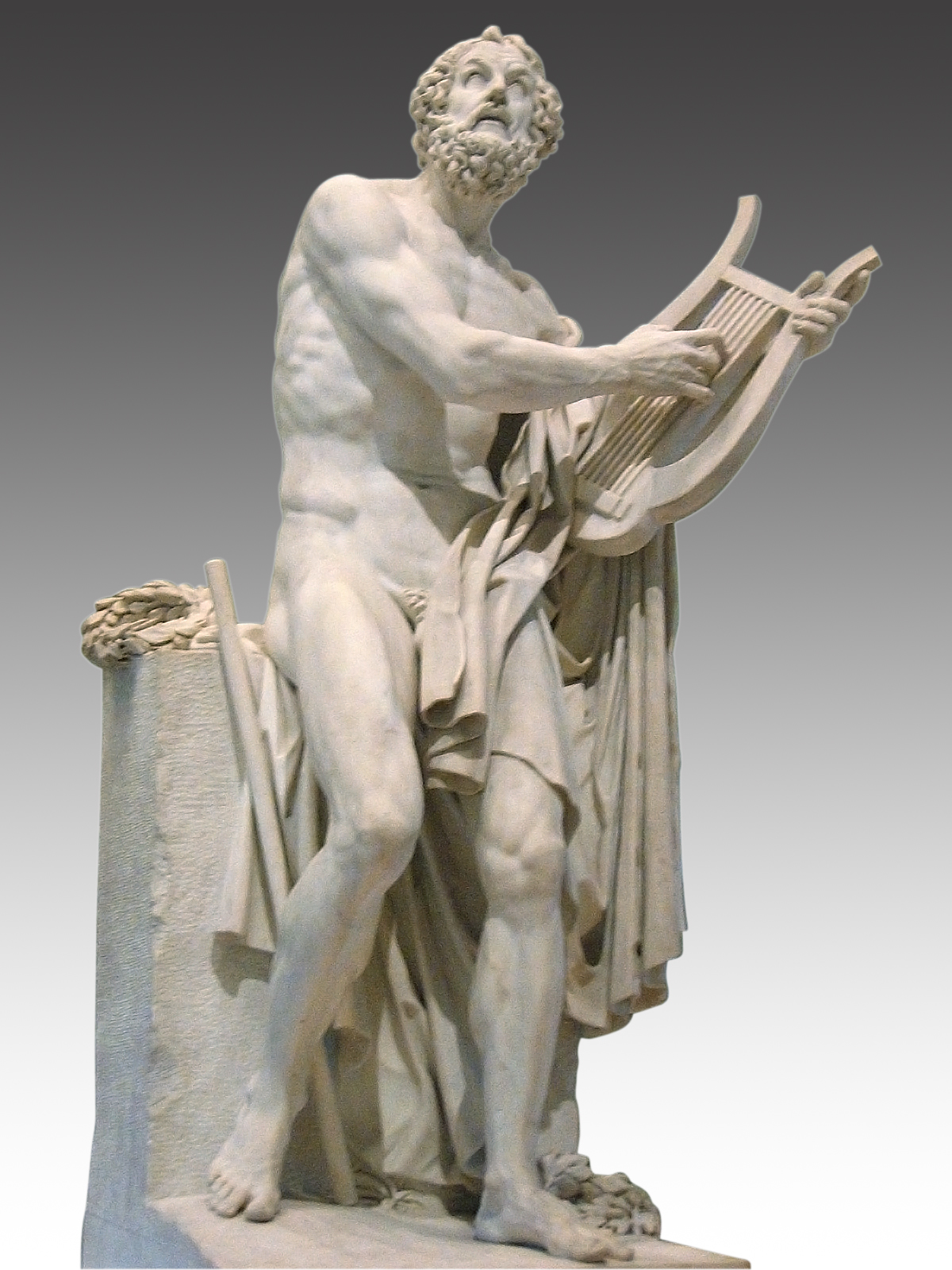
Homero, de Philippe-Laurent Roland (1812), Museo del Louvre.

En el período helenístico, los judíos fueron influenciados y estimulados por la exégesis griega sobre los textos de Homero. Sin embargo, estos textos griegos se refieren a mitos y, por tanto, no eran didácticos; mientras que, para Filón, la Biblia no es un texto que se refiera al mito, sino que constituye la palabra de Dios. Para superar esto, Filón realizó un doble movimiento y diferenció entre un sentido literal (a veces asociado con el cuerpo de un individuo) y un sentido alegórico (asociado con el espíritu). Aunque reconocen que el método alegórico de Filón es ingenioso, algunos comentaristas deploran su lado «caprichoso», incluso su «perversidad» ocasional.
Sin embargo, Filón solo recurrió a la interpretación alegórica cuando el sentido literal era «bajo» o cuando la lectura estaba bloqueada por una ambigüedad del texto sagrado, por absurdos intolerables por la razón o incluso por problemas de orden teológico. La misma idea se encuentra posteriormente en Agustín, para quien conviene recurrir a la exégesis alegórica para «pasajes de la Escritura que no se refieren, en su sentido literal, a la rectitud ética y la verdad doctrinal».
La interpretación alegórica permitía en principio llegar a una verdad velada. Por ejemplo, Filón convirtió a la serpiente en el símbolo del placer y sostuvo, en De Opificio Mundi, que «si se dice que la serpiente emitió un lenguaje humano es porque el placer sabe encontrar mil abogados». En consecuencia, Filón se negó a tomar literalmente los hechos presentados como reales en la Biblia. Señaló, por ejemplo, que la creación no pudo haberse hecho en seis días, porque los días se miden por el curso del sol y el sol es parte de la creación. De manera similar, descartó como «mítica» la historia de la creación de Eva a partir de una costilla de Adán.
Filón también recurrió a la explicación alegórica para «explicar los antropomorfismos bíblicos», es decir, cuando Dios es representado con sentimientos humanos. Por ejemplo, cuando un pasaje del Diluvio muestra a Dios arrepentido, Filón rechazó una lectura literal porque, según él, tal pensamiento constituye una impiedad, incluso ateísmo. A Filón le gustaba repetir las palabras de Números 23:19: «Dios no es hombre». En De confusione linguarum, Filón sostuvo que otorgar sentimientos a Dios es un signo de nuestra incapacidad «de salir de nosotros mismos, [...] [para] hacernos una idea de lo que no fue creado, solo a partir de nuestra experiencia». Asimismo, el filósofo se niega a leer literalmente este pasaje que atribuye una dimensión física a Dios: «Y la gloria de YHWH reposó sobre el monte Sinaí, y la nube lo cubrió por seis días; y al séptimo día llamó a Moisés de en medio de la nube» (Éxodo 24:16). En opinión de Filón, esta historia denota más bien la convicción de que Moisés tenía la presencia de Dios y la comunicación espiritual que había establecido con él.
Para Filón, los personajes bíblicos representan disposiciones del alma o del espíritu. En esto sigue a Platón que, en el diálogo Alcibíades (I, 130c), define al hombre «como nada más que el alma». Otro rasgo platónico de la interpretación alegórica de Filón es el alto nivel de abstracción de sus escritos. Para Kamesar esto se debe al hecho de que, para el exégeta alejandrino, los personajes de la Biblia son una especie de arquetipos ideales que representan ideas o formas de virtud. En De Vita Mosis (1.158-9), evoca la vida de Moisés en términos de paradigmas y tipos. Para Filón, Abraham simboliza a los que adquieren la virtud por aprendizaje; Isaac, a los que la adquieren por naturaleza; y Jacob, a los que la adquieren por la práctica, durante su lucha con el ángel. Caín, por su parte, representa el amor propio. Para el alejandrino, la parte histórica del Pentateuco nos muestra a individuos que luchan contra sus pasiones y sus cuerpos, tensos en un esfuerzo por superarlos y alcanzar la virtud, en un movimiento del alma que permite, a través de la purificación, ver y contemplar a Dios.
Filón escribió su trabajo de forma similar a los fariseos y los esenios que también estudiaban la Biblia en esos momentos. Los historiadores no tienen pruebas de que se conocieron o mantuvieron correspondencia. Sin embargo, durante la misma época en Jerusalén, Hilel y Shamai introdujeron una tradición de interpretación oral, llamada «Torá oral», que dio origen al Talmud y al Midrash. Para Belkin, en cierto modo, «Filón es el autor de un Midrash en lengua griega». De hecho, incluso si la obra de Filón es claramente más filosófica, hay puntos en común con el Midrash, en particular en la importancia que se le da a la etimología y la atención prestada a los detalles más pequeños del texto. Los autores del Midrash, sin embargo, hicieron un uso más restringido de la alegoría y mantuvieron a «los personajes bíblicos en su dimensión humana».
Según Focio de Constantinopla, Filón estaba detrás de la interpretación alegórica de la Biblia adoptada por los cristianos. Teodoro de Mopsuestia consideró a Filón como el maestro de Orígenes de Alejandría para la interpretación alegórica. Sin embargo, según él, el padre de la Iglesia va más allá en este aspecto ya que, a pesar de todo, Filón continuó apegado al sentido del texto.

### Las principales características de sus comentarios sobre el Pentateuco

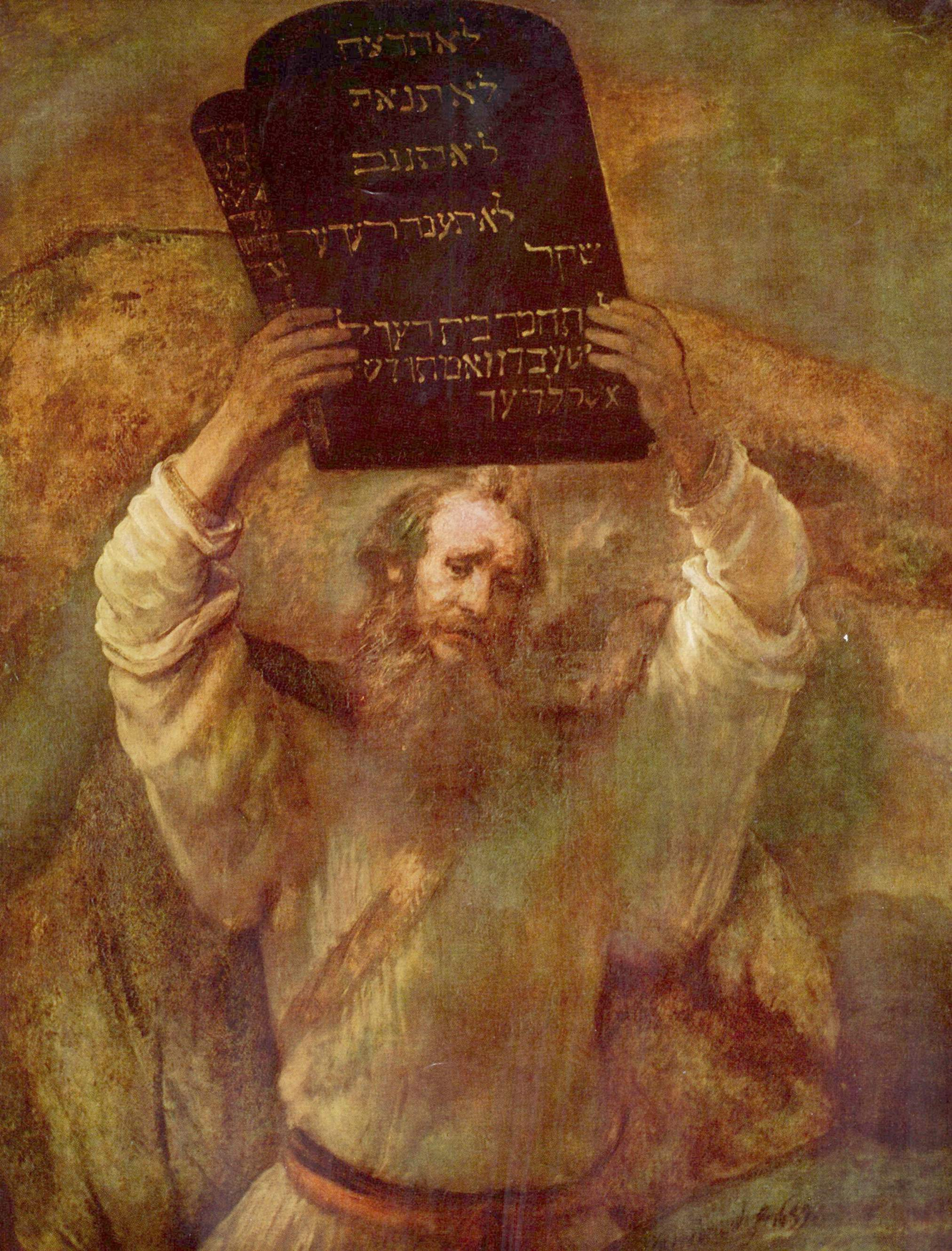
Moisés con las tablas de la Ley, de Rembrandt (1659).

En De Opificio Mundi, Filón se preguntó por qué Moisés (a quien llamó, como era común entonces entre los judíos helenísticos, ho nomothetès, el Legislador) comienza los cinco libros del Pentateuco, también llamados los libros de la Ley, por el relato del Génesis. Respondió que se debía al hecho de que «las leyes eran la imagen más parecida de la constitución del universo» (Opif. 24). La referencia a las leyes también le permitió afirmar que el texto no era una mitología. Según Filón, debido a que Moisés fue elegido por Dios y llevó las leyes «grabadas en su alma», estas eran las verdaderas leyes de la naturaleza, las de un Dios que es a la vez creador y legislador del universo. Además, si las vidas de los patriarcas mostraban claramente que vivían de acuerdo con la ley (incluso antes de que se revelara en el Sinaí) era porque, como podrían haber dicho los estoicos, eran «leyes vivas». Dos tríadas de patriarcas: Enós, Enoc y Noé (por un lado) y Abraham, Isaac y Jacob (por el otro), llevaron a Filón a desarrollos particulares.
Filón atribuyó a Enós la virtud de la esperanza, mientras que Enoc sufrió «una conversión, una reforma» que le permitió luchar por la perfección. En cuanto a Noé, como escribe en De Abrahamo, era «amado de Dios y amigo de la virtud». Sobre la segunda tríada, el episodio del roble de Mamre donde Abraham da la bienvenida a tres extraños en el desierto puede interpretarse de hecho literalmente y significar la hospitalidad de Abraham; en la interpretación alegórica, Filón insiste en que lo desconocido son tres en número. Según Mireille Hadas-Lebel, para Filón «hay tres personajes en uno: Dios, ‹el que es›, enmarcado por sus dos poderes: el poder creador y el poder real». Cuando se trata de castigar a Sodoma, solo dos ángeles atacan porque «el Ser se mantiene aparte». Asimismo, para Filón, solo cuatro de cada cinco ciudades fueron castigadas porque las cuatro primeras representan los sentidos que conducen a los vicios, mientras que la quinta representa la vista, símbolo de la altura, de la filosofía. Filón también se interesó en los cambios de nombre de Abram por Abraham y Sarai por Sara, que él interpretó alegóricamente como un movimiento hacia la verdadera sabiduría.
José y Moisés simbolizan para el filósofo dos formas de ser líder. No tuvo una opinión muy alta de José y lo criticó por estar demasiado tentado por el lujo y la vida social más que por la búsqueda de la verdad, aunque la forma en que resistió los encantos de la esposa de Potifar lo elevó en su estima. José, según Filón, estaba atrapado entre el cuerpo (simbolizado por Faraón y Egipto) y el alma (simbolizada por Jacob). Moisés, en En Vita Mosis, ocupó un lugar especial porque fue el protegido de Dios, «el intérprete de Dios», el legislador, un ser humano y divino. Filón escribió:
Era humano, divino o compuesto de las dos naturalezas, ya que no tenía nada que ver con el espíritu del pueblo, sino que dominaba y siempre tendía a más grandeza (Mos., I, 27).
La interpretación de Filón de los seis días de la creación estuvo marcada por el pensamiento de Platón expuesto en el Timeo e incluyó elementos «pitagóricos y/o estoicos». Según Filón, el hombre creado al sexto día no tiene sexo, es «un alma, una emanación del logos». El proceso de crear a la mujer a partir de una costilla que se le quitó a Adán mientras dormía, mientras la inteligencia del hombre está dormida, lo impulsó a considerar a la mujer como el símbolo de la sensibilidad. Si el paraíso simbolizaba las virtudes, para Filón el árbol del conocimiento del bien y del mal simboliza la prudencia. La serpiente, mientras tanto, simbolizaba el placer, que apela más a los sentidos (la mujer, para Filón) que a la inteligencia. Mireille Haddas-Lebel sostiene que en Filón no hay teoría del pecado original. Caín y Abel representan solo dos tendencias del hombre: la que se vuelve hacia la posesión, la tierra, y la que se dirige hacia Dios. Aunque Caín simboliza el mal, Filón nunca menciona a Satanás.

### Comentarios centrados en el judaísmo y la Ley

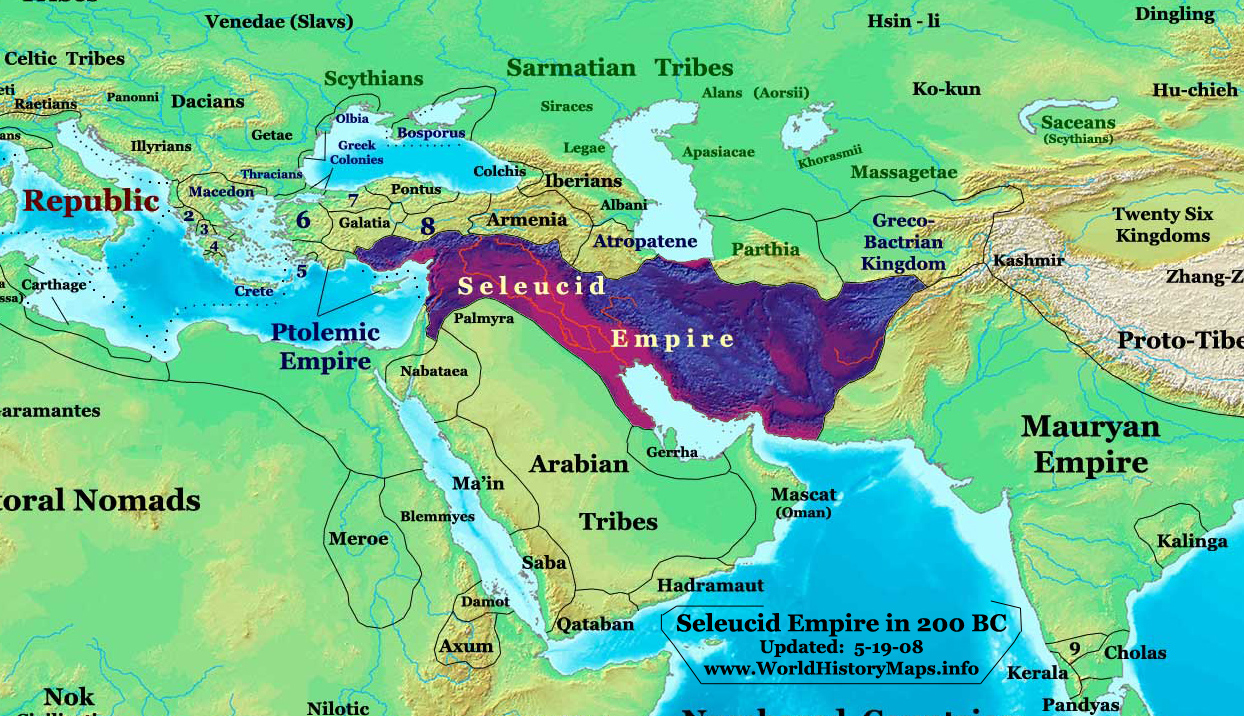
El Imperio seléucida, en 200 a. C. Los judíos de Jerusalén se enfrentaron a este poder.

Cristina Termini, en The Cambridge Companion to Philo, sostiene que «la excelencia de la ley de Moisés es uno de los pilares del pensamiento de Filón». De hecho, la exégesis de Filón tendía a unir la ley de la naturaleza y las leyes de Moisés, enfatizando la racionalidad de los mandamientos. Sus comentarios insistían en las tres prescripciones que distinguían a los judíos de otras poblaciones en ese momento: la circuncisión, el Shabat y las prohibiciones alimentarias.
En cierto modo, debido a que Antíoco IV Epífanes prohibió la circuncisión, esta se convirtió en un elemento central de la identidad judía. Para Filón, la circuncisión ayudaba a prevenir enfermedades y tendía a recordarle a la gente que Dios es la verdadera causa de la procreación (De specialibus legibus, 1.8-11). También simbolizaba la eliminación de placeres superfluos. Finalmente, permitía interiorizar la Ley porque «simboliza dos principios fundamentales de la Torá: el repudio del placer, que es la principal causa de los errores morales, y la fe en Dios, la verdadera fuente de todo bien».
El Shabat celebra el nacimiento del mundo. El simbolismo del número siete es fundamental para comprender el significado que Filón le da al sábado. El número siete, para él, está ligado a uno, y revela algo de lo que nos une a Dios. Además, es una imitación de Dios ya que recuerda que Dios descansó el séptimo día. Finalmente, nos llama a la justicia y la libertad ya que incluso el sirviente está libre ese día, por lo que el amo debe realizar sus tareas diarias ese día.
Durante el reinado de Antíoco IV no solo se prohibió la circuncisión, sino que también se obligó a los judíos a comer alimentos considerados inmundos, lo que fortaleció aún más su determinación. Sin embargo, la cuestión de la naturaleza racional de estas prohibiciones quedaba sin respuesta, como muestra la lectura de la Carta de Aristeas. Filón, por su parte, sostuvo que las leyes alimentarias se derivan del décimo mandamiento, que prohíbe codiciar la propiedad ajena. Él interpretó este mandamiento en su sentido general, considerando a la lujuria o al deseo como la levadura que conduce a las bajas pasiones, a lo que falsamente se llama bueno.
En cierto modo, Filón retomó la división tripartita platónica del alma, que distingue la parte racional, la parte emocional o irascible y la parte concupiscible. Según Filón, el legislador Moisés deseaba mediante estas leyes fortalecer la virtud de «enkrateia (autocontrol)», necesaria para las buenas relaciones entre los individuos. Por lo tanto, reservar las primicias para los sacerdotes mejora el autocontrol y nos enseña a ver las cosas como si no estuvieran disponibles para nosotros. Para él, la carne de cerdo y los peces sin escamas ni aletas son doblemente problemáticos: por un lado, fomentan la glotonería por su sabor y, por otro, son perjudiciales para la salud. Filón explicó que el hecho de que esté prohibido comer animales carnívoros y los que atacan a los hombres es porque no se debe obligar a los humanos a comerlos por ira y espíritu de venganza. Filón explicó que si se permite el consumo de los animales que rumian y tienen una pezuña bifurcada, es porque la pezuña partida enseña a observar y distinguir el bien del mal, mientras que la rumia recuerda que el estudio supone un largo trabajo de memoria y asimilación.

## Filón, el filósofo

### Presentación de la obra filosófica de Filón
Filón era ecléctico en asuntos filosóficos, tomando préstamos de casi todas las escuelas. Aunque fue influenciado mucho por Platón y Aristóteles, atribuye la invención de la filosofía a Moisés, quien más tarde habría comunicado su sabiduría a los griegos, en particular a través de Pitágoras, quien habría estado en contacto con discípulos del profeta durante sus viajes por la cuenca mediterránea.
Sin embargo, en su obra filosófica, Filón hizo pocas referencias a la Biblia o las enseñanzas judías. Según Royse, sus escritos atestiguan los dones pero también un cierto eclecticismo de Filón en la medida en que a veces toman la forma de tesis, diatriba o diálogo. Estos textos son los que más han sufrido con el paso de los tiempos. De hecho, como eran de menor interés para los eruditos, los monjes y los investigadores cristianos, su conservación fue algo descuidada.
Debido a este eclecticismo, las obras llamadas «filosóficas» se consideran a veces como recopilaciones que forman «una masa de extractos bastante toscos y yuxtapuestos de una manera puramente mecánica». Mireille Hadas-Lebel recuerda que las obras de que disponemos muchas veces son solo fragmentos de las obras originales y se pregunta si la crítica no ha sido «injustamente severa hacia una obra que tiene el mérito de reflejar bien la cultura filosófica de una época, nada menor que los escritos filosóficos de Cicerón, que encuentran más indulgencia».
| Tratados                    | Ideas desarrolladas |
| --------------------------- | --- |
| Quod omnis probus liber sit | Libro centrado en la idea estoica de que la libertad es, ante todo, interior. |
| De aeternitae mundi         | Durante mucho tiempo, las dudas se cernieron sobre la autenticidad de este libro. Hoy los especialistas consideran que es una obra de Filón, aunque parece que la segunda parte de la obra original se ha perdido.                               |
| De providentia              | El concepto de la Providencia divina aparece por primera vez entre los estoicos y Crisipo de Solos. Fue asumido casi al mismo tiempo por Filón y por Séneca. El concepto fue criticado por los aristotélicos, los epicúreos y la Academia nueva. |
| De animalibus               | Este libro sostiene, siguiendo a los estoicos y contra la Academia nueva, que los seres humanos tienen una posición especial en el mundo, porque son los únicos con Dios que tienen un Logos o una razón.                                        |

### Filón, los magos, los esenios y los terapeutas
Acerca de los magos (los seguidores de Zoroastro) y los gimnosofistas indios (los sabios desnudos), Filón escribe en su Quod omnis probus liber sit (74):
Entre los persas, es la clase de los magos la que escudriña las obras de la naturaleza para conocer la verdad y que en silencio, mediante manifestaciones más claras que la palabra, reciben y transmiten la revelación de las virtudes divinas. Entre los indios, es la orden de los gimnosofistas que, además de la filosofía natural, se esfuerzan también en el estudio de la ciencia moral, y así hacen de toda su existencia una especie de lección de virtud.

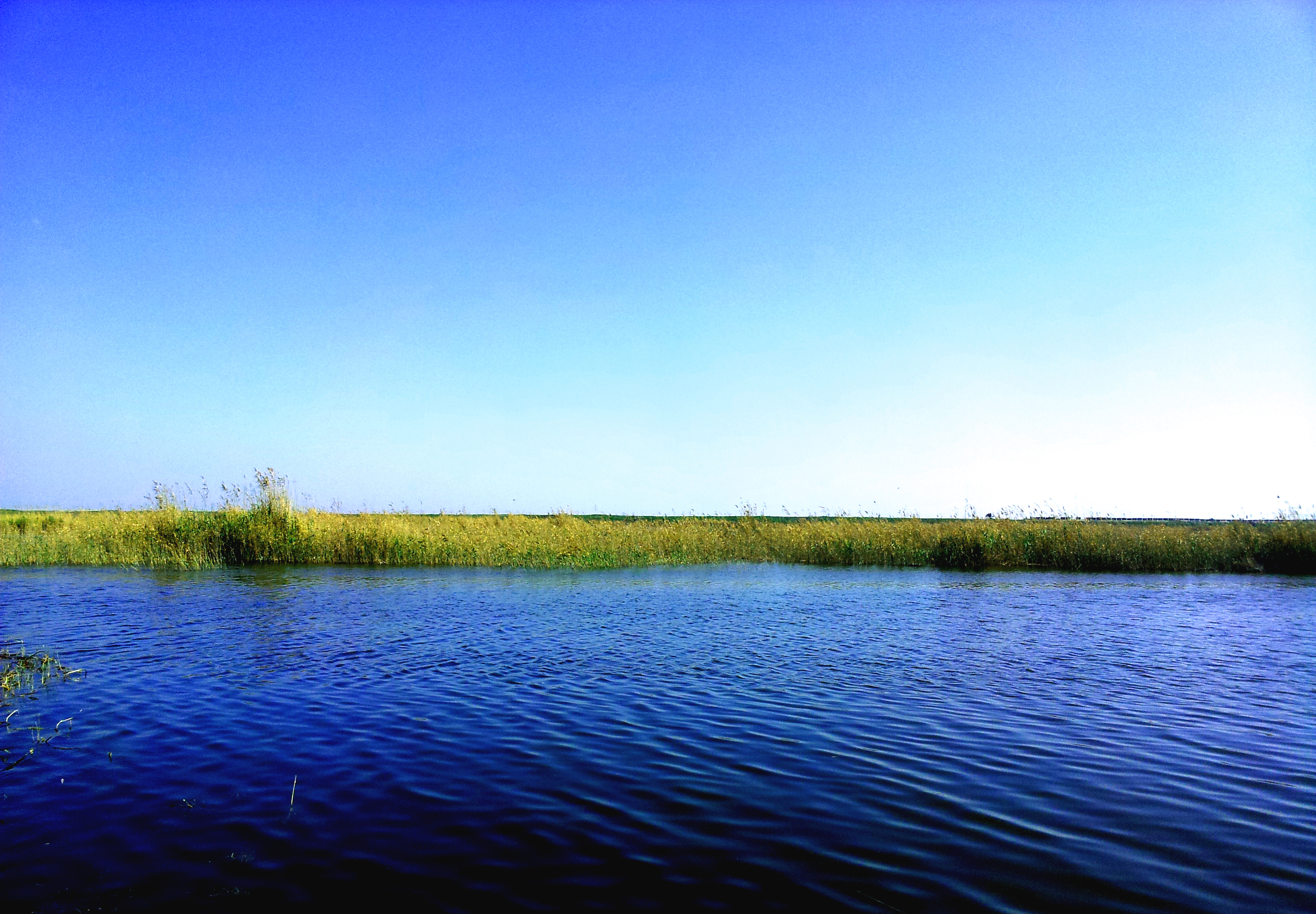
El lago Mareotis, sitio donde vivían los terapeutas.

Mireille Hadas-Lebel se pregunta si la admiración de Filón por los gimnosofistas indios no era sino una «inteligente concesión a los tiempos y un ingenioso desvío para introducir el modelo de virtud más indiscutible, el ofrecido por los esenios». Filón dejó «los dos reportes más antiguos sobre la secta esenia. Uno en su tratado titulado Quod omnis probus liber sit (§§ 75-91); el otro en su Apología de los judíos, un libro ahora perdido pero del cual Eusebio de Cesarea, en su Preparatio evangelica (libro VIII , cap. XI), ha conservado el pasaje sobre los esenios. Se desconoce la fecha exacta de estas dos referencias». Según él, los esenios vivían en comunidad y no tenían ninguna propiedad personal, estaban a favor de la igualdad del hombre y en contra de la esclavitud. En filosofía, favorecían la ética y la adquisición de virtudes. Asistían cada séptimo día a la lectura de la Torá que un maestro comentaba alegóricamente.
Los terapeutas eran cercanos a los esenios, pero más contemplativos. Dejaban el mundo después de un largo período de vida activa y viajaban al desierto, cerca de Alejandría y el lago Mareotis. Allí, se consagraban «a la ciencia y a la contemplación de la naturaleza, según las santas prescripciones del profeta Moisés» El número 7 parecía marcar su vida: se reunían cada siete días, tenían un banquete cada siete semanas, etc. Durante este banquete celebraban su salida de Egipto, es decir, su éxodo espiritual. Filón, en De Vita Contemplativa, señaló que estaban al servicio de «el Ser que es mejor que el bien, más puro que el Uno, más primordial que la mónada».

### Filón y Aristóteles
Filón tomó de Aristóteles su teoría de la causalidad, así como su concepción de la virtud como término medio entre extremos, una posición que expone en su tratado Quod Deus immutabilis sit.
Sin embargo, como regla, Filón se opuso a Aristóteles, especialmente en lo que respecta a la creación del mundo. Para él, como para Platón y los estoicos, el mundo fue creado, mientras que para Aristóteles el mundo es eterno. Sin embargo, en el Tratado sobre la eternidad del mundo parece decir lo contrario. Esto llevó a los expertos a considerar que este texto durante mucho tiempo no era de Filón. Sin embargo, los estudios filológicos y estilísticos han confirmado la autenticidad del texto. Hoy en día, los investigadores tienden a pensar que el texto está incompleto y se reduce a la exposición de las tesis aristotélicas, mientras que la parte donde abordaría una posición más platónica habría desaparecido.

### Filón y el estoicismo
Sería difícil determinar si Filón toma prestado más del platonismo o el estoicismo, ya que ambos impregnan su pensamiento. Mireille Hadas-Lebel ve la influencia estoica en De Opificio, porque la creación es considerada como dependiente tanto de un principio pasivo (la materia) como de un principio activo (Dios, considerado como el verdadero creador). La forma de ver al universo como una especie de megalópolis gobernada por la Providencia también es estoica, tal y como se desarrolla particularmente en De Providentia. Asimismo, la idea del vínculo entre la Providencia, el Logos que impregna el universo y la razón de los hombres es profundamente estoica. Siguiendo a los estoicos, la megalópolis está gobernada por seres dotados de razón (varones y mujeres) en la parte moral y política y por las estrellas en la parte física. Al igual que los estoicos, Filón argumenta en De Animalibus que el universo fue creado para los humanos mientras que consideraba a los animales, que no tienen manos, ni lenguaje ni razón, inferiores al hombre.
La contribución del estoicismo también impregna el dominio moral como se muestra en Quod omnis probus liber sit, donde Filón desarrolló la idea según la cual es el control ejercido sobre las cuatro pasiones (dolor, miedo, deseo, placer) lo que conduce a sabiduría y libertad. Así, como los estoicos, «la virtud se identifica con la razón, con el logos que impregna el universo». Siguiendo a Zenón de Citio, «la sabiduría consiste en vivir según la virtud». Según Mireille Hadas-Lebel, si Filón promovió una virtud austera que denuncia el lujo y los placeres sexuales y si exaltó «la sencillez, la frugalidad y el autocontrol» fue también porque su temperamento lo empujaba en esta dirección.
Filón también tomó del estoicismo la división séptuple de las funciones corporales (los cinco sentidos, el lenguaje y la función reproductiva) y la clasificación cuádruple de la naturaleza (materia inorgánica, mundo vegetal, animales, razón).
Al mismo tiempo, generalmente se opuso al materialismo de los estoicos. Éticamente, rechazó la idea de que el hombre sea el dueño de su destino y el capitán de su alma, como proclamaba particularmente Horacio. Para él, de hecho, era una blasfemia considerar la fuente de cualquier facultad o virtud en uno mismo y no en Dios.

### Influencia de Platón y Pitágoras

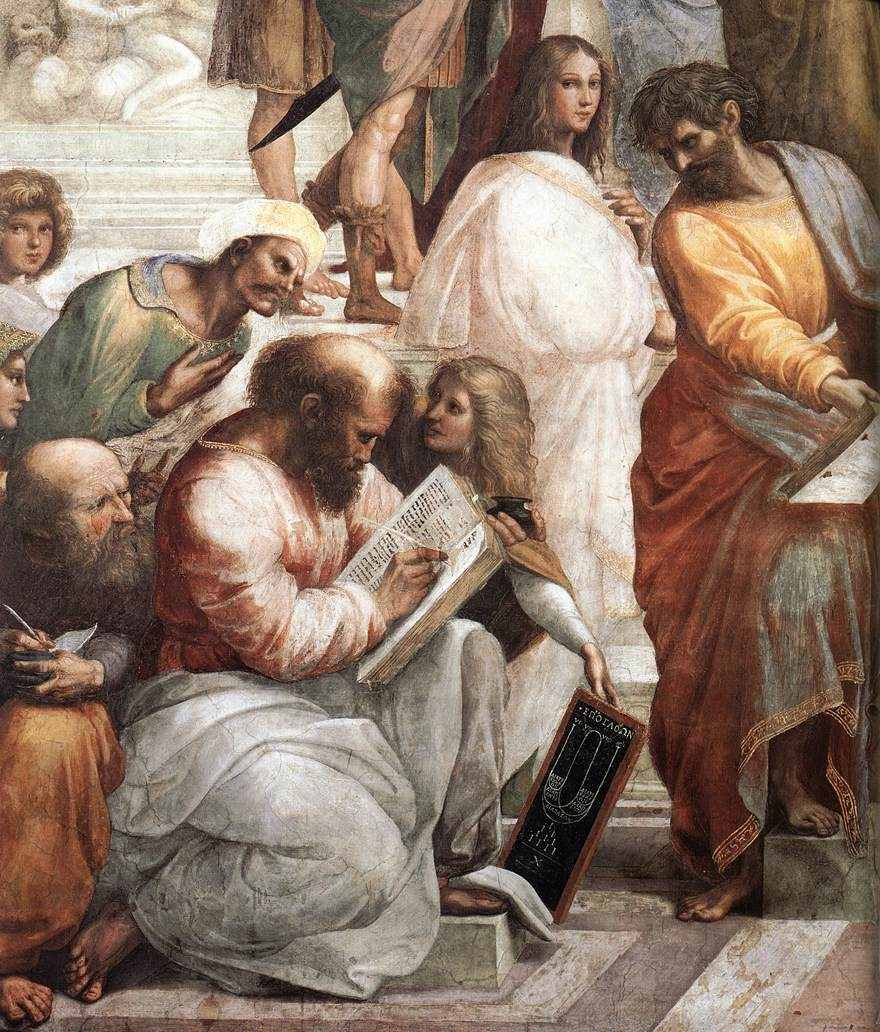
Pitágoras, detalle de La escuela de Atenas de Rafael (1509).

Jerónimo de Estridón notó rápidamente la influencia del pensamiento de Platón sobre Filón. El Timeo impregna sus comentarios sobre el Génesis de De Opificio Mundi y Legum Allegoriae. Tanto en Filón como en Platón, un Dios benevolente, denominado «artesano» por Platón y «arquitecto» por Filón, creó el mundo. De hecho, primero creó el mundo inteligible, el plan del arquitecto, antes que el mundo material. Del mismo modo, como en Platón, el arquitecto no es responsable de las faltas y del mal del hombre real porque no fue él, sino sus ayudantes quienes crearon al hombre sensible. También tomó de Platón la teoría de las ideas, que constituyó una parte esencial de su cosmología. Igual que para Platón, para Filón el cuerpo es la tumba o la prisión del alma.
Desde la antigüedad, Eusebio de Cesarea y Clemente de Alejandría enfatizaron cuánto Filón había sido influenciado por el pitagorismo. Además, ser platónico y pitagórico no era contradictorio, en la medida en que el portavoz de Platón en Timeo es un pitagórico. El platonismo medio y neopitagorismo, los cuales surgieron aproximadamente al mismo tiempo, compartían características similares. Para Filón, los números «gobiernan las leyes del mundo físico» y son el punto de partida para una mejor comprensión del mundo. El uno, la mónada, como en Pitágoras, constituye «la esencia de lo divino». El dos se refiere a la feminidad, a una sustancia dividida. El tres es un número masculino. El seis (2x3) es «el mundo perfecto que corresponde a la creación». El cuatro es el número perfecto, ya que tanto 2x2 como 2+2 son cuatro. El siete es el número favorito de Filón: si, según los pitagóricos, corresponde a Atenea, la virgen sin madre, para Filón representa a Dios mismo. El siete también gobierna la vida y el cosmos. El ocho representa la belleza. Filón apenas comentó sobre el nueve. Respecto al diez, consideró que «las virtudes matemáticas del diez son infinitas».
En De posteritate Caini, Filón atribuyó el número 10 a Noé porque pertenecía a la décima generación de la humanidad, «una generación superior a las generaciones anteriores [...] pero aún inferior a las siguientes diez [generaciones], que comienzan con Sem, el hijo que luchó con las buenas obras el desvío del alma paterna, para acabar en Abraham, modelo de sublime sabiduría».

### Concepción de la filosofía
La filosofía, para Filón, es la contemplación del mundo, dependía de la vista que estimula el pensamiento y se comunica con el alma, como se muestra en el siguiente pasaje:
Los ojos, desde que dejan la tierra, ya están en el cielo en los límites del universo, al mismo tiempo al este, al oeste, al norte y al sur; y cuando lo hacen, obligan al pensamiento a volverse hacia lo que han visto para que lo contemple. El pensamiento, a su manera, está bajo el efecto de una pasión: no tiene respiro, inquieto y siempre en movimiento, encuentra en la vista el punto de partida del poder que tiene para contemplar las cosas inteligibles, y viene a plantearse preguntas: ¿estos fenómenos son increados o han tenido su comienzo en una creación?, ¿son infinitos o finitos?, ¿hay uno o más universos?, ¿son los cuatro elementos los de todas las cosas, o el cielo y lo que contiene tienen una naturaleza aparte? y ¿se les ha dado una sustancia más divina, y no la misma que las demás? Por otro lado, si el universo fue creado, ¿quién lo creó?, ¿quién es el demiurgo, en su esencia y su calidad, qué pensamiento tuvo al hacerlo, qué hace ahora, qué existencia, qué vida tiene? (Abr., 161-164).
Observar al mundo conducía a cuestionamientos tanto filosóficos como científicos. Filón escribió sobre esto:
La exploración de estos y otros problemas similares, ¿cómo llamarla además de filosofía? Y el hombre que se hace estas preguntas, ¿cómo designarlo con un nombre más adecuado que el de filósofo? Para la investigación de Dios, del mundo, de los animales y plantas contenidos en este juntos, de los modelos inteligibles y sus realizaciones sensibles, de las cualidades y defectos individuales de los seres producidos, esta reflexión manifiesta un alma enamorada de la ciencia, apasionada de la contemplación y verdaderamente enamorada de la sabiduría (Spec. II, 191).
La filosofía es sabiduría y prudencia. Mireille Hadas-Lebel subraya que en Filón, «la filosofía ‹verdadera› incluye tanto la ‹sabiduría› (sophia) para el servicio de Dios, como la ‹prudencia› (phronesis) para la conducción de la vida humana» (Praem., 81). Filón sostuvo en De Congressu (79):
Así como las ciencias que constituyen el ciclo de la educación ayudan a comprender la Filosofía, la Filosofía ayuda a adquirir la Sabiduría. Porque la Filosofía es el estudio de la Sabiduría. La Sabiduría es la ciencia de las cosas divinas y humanas y sus causas.
Dos caminos conducen a la sabiduría: la filosofía y las leyes e instituciones judías. «Lo que la filosofía mejor probada enseña a sus seguidores, las leyes e instituciones lo han enseñado a los judíos: el conocimiento de la Causa más alta y más antigua de todas, que les ha salvado del error de creer en dioses engendrados» (De Virtute, 65).
La cuestión que surge es si Filón fue el primero en convertir a la filosofía en una esclava de la Escritura y de la teología, la idea que dominó en Occidente hasta el siglo XVII. Para Harry Austryn Wolfson, la respuesta es sí; para Mireille Hadas-Lebel, la hipótesis merece al menos ser examinada porque, según ella, la originalidad fundamental de la obra de Filón proviene de «la articulación de la filosofía con la Escritura».

## Filón, la filosofía y las Escrituras

### El Dios de las Escrituras y el Dios de los filósofos

#### Dos caminos para el conocimiento de Dios

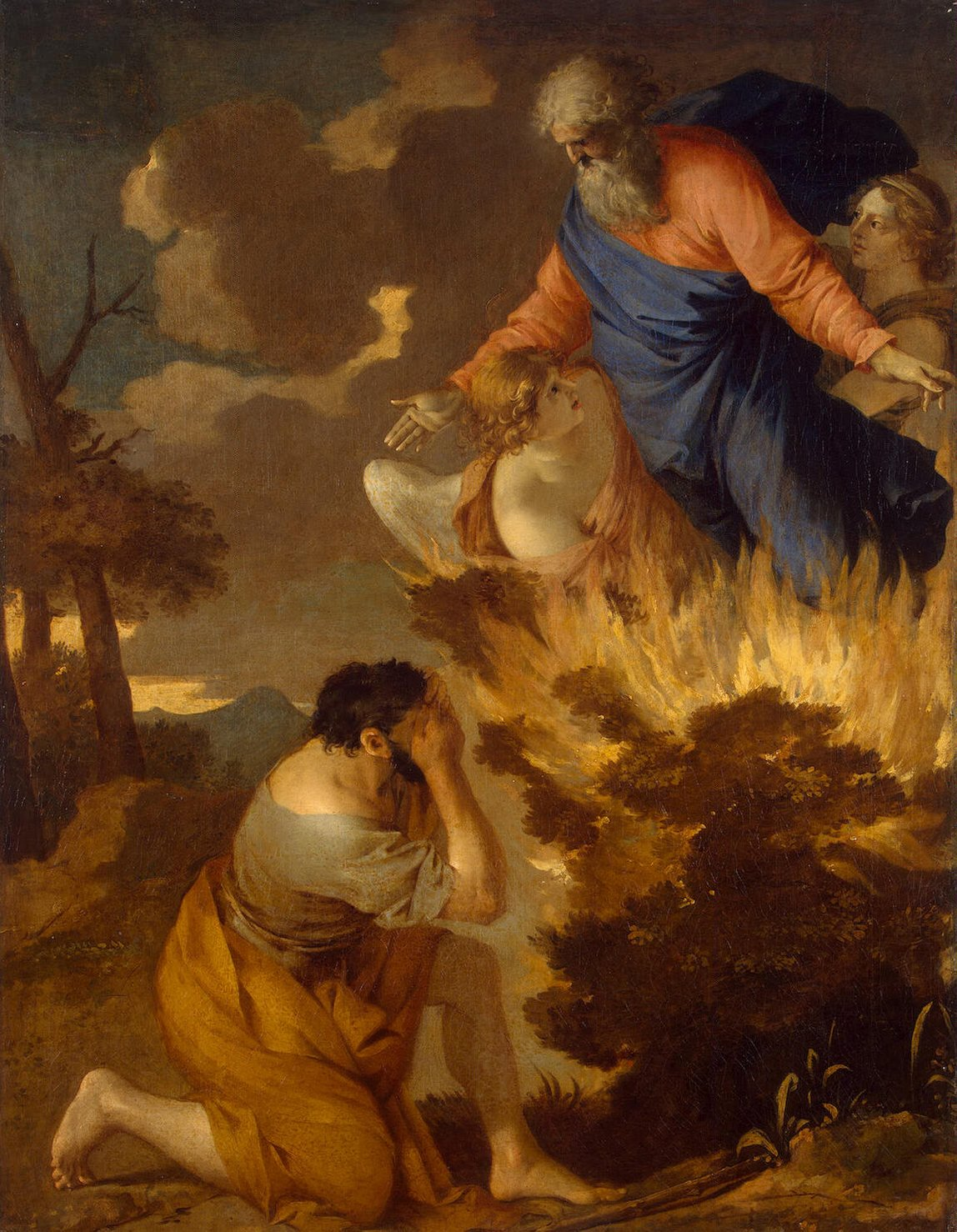
La zarza ardiente, de Sébastien Bourdon, un ejemplo de revelación.

Para Filón, existen dos caminos hacia el conocimiento de Dios: la filosofía abstracta y la revelación. Podemos conocer a Dios observando el mundo y el cosmos; sobre esto escribió: «los primeros filósofos buscaron cómo llegamos a la noción de lo divino; luego otros, que parecen ser excelentes filósofos, han dicho que fue por el mundo, sus partes y sus poderes que residían en él que nos habíamos formado una idea de la causa [de la existencia de Dios]». La segunda parte de la cita se refiere a los estoicos. Para Filón, a través de la filosofía abstracta podemos adquirir conocimientos acordes con la conversión de nuestra alma a Dios. Si el conocimiento abstracto de Dios es posible, es porque Él es «la fuente y el garante de la inteligencia humana y de un conocimiento filosófico autónomo». Dando por sentada la existencia del dios creador, Filón consideraba que la Biblia es una fuente infalible. Además, cuando comenta el Génesis, ciertamente se inspira en Platón y los estoicos, pero cambia el orden del razonamiento. Para él, la base es la Biblia y no el conocimiento abstracto. Para Mireille Hadas-Lebel la originalidad del filósofo alejandrino «quiere que desarrolle sus ideas, no por sí mismas, sino en relación con un versículo bíblico».

#### Un Dios personal o un principio abstracto de Dios
La cuestión de las dos formas de conocer a Dios, por la fe o por la razón, conduce a la cuestión de la naturaleza de Dios. Para los que tienen fe, Dios es ante todo un Dios personal e íntimo que les «ilumina». Para un filósofo como Aristóteles, por el contrario, Dios es un principio abstracto, el principio que pone en movimiento al mundo (el primer motor inmóvil). En este punto, Filón parece que dudó: por un lado, en relación con la trascendencia absoluta de Dios, señaló que «Dios no es hombre»; por el otro, señaló que «Dios es como un hombre». Según Roberto Radice, Filón parece querer decir que Dios «sería como un hombre, aunque mucho más alto en su pensamiento, pero completamente diferente en su aspecto físico».

### La trascendencia divina

#### Los aspectos de la trascendencia de Dios
El hecho de que ni siquiera Moisés vio el rostro de Dios denota para Filón la absoluta trascendencia de Dios: Él es «el primer objeto que es mejor que el Bien y anterior a la Mónada». Es también «más puro que el Uno» y «no puede ser contemplado por nadie más que por él mismo, porque le corresponde comprenderlo» (Praem., 40). Filón consideró la trascendencia divina como una diferencia radical entre Dios y su creación:
Muy importante es la declaración de Moisés. Tiene el coraje de decir que es solo Dios a quien debo reverenciar y nada que venga después de Él (Ex., XX, 3) ni la tierra, ni el mar, ni los ríos, ni la realidad del aire, ni las variaciones de los vientos y las estaciones, ni las especies de plantas y animales, ni el sol, ni la luna, ni la multitud de estrellas que circulan armoniosamente, ni el cielo, ni el mundo entero. La gloria de una gran alma que surge de lo común es emerger del devenir, trascender sus límites, adherirse a lo increado [...] según las santas prescripciones, a las cuales se nos ordena adherirnos a él (Dt., XXX, 20). Y cuando nos aferramos a Dios y le servimos incansablemente, Dios mismo se da a conocer para ser compartido. Para prometer esto, confío en la palabra que dice: El Señor mismo es su herencia (Deut., X, 9) (Congr., 133-134).
De esta cita se desprende que la idolatría consiste en considerar a las cosas creadas como dioses, uno de los temas fundamentales de Filón, según Jean Daniélou. La grandeza de Abraham proviene precisamente de la «bendición otorgada por Dios» (Heres, 97) que le permitió abandonar «la ciencia caldea de las estrellas que enseñaba que el mundo no es obra de Dios» (Heres, 97) para volverse a Dios.
Roberto Radice también insiste en la importancia de la trascendencia divina en Filón, que vincula con el hecho de que Dios en la tradición judía es innombrable. Esta idea de que Dios no tiene nombre ya estaba presente en los círculos pitagóricos del siglo IV a. C. Sin embargo, con ellos tuvo un carácter negativo en relación con la irracionalidad del mundo material, mientras que con Filón, la ausencia de un nombre es algo positivo. La tesis de la inefabilidad de Dios introdujo una teología negativa que marcó a los neopitagóricos y a Plotino unos años después.

#### La trascendencia divina y el hombre

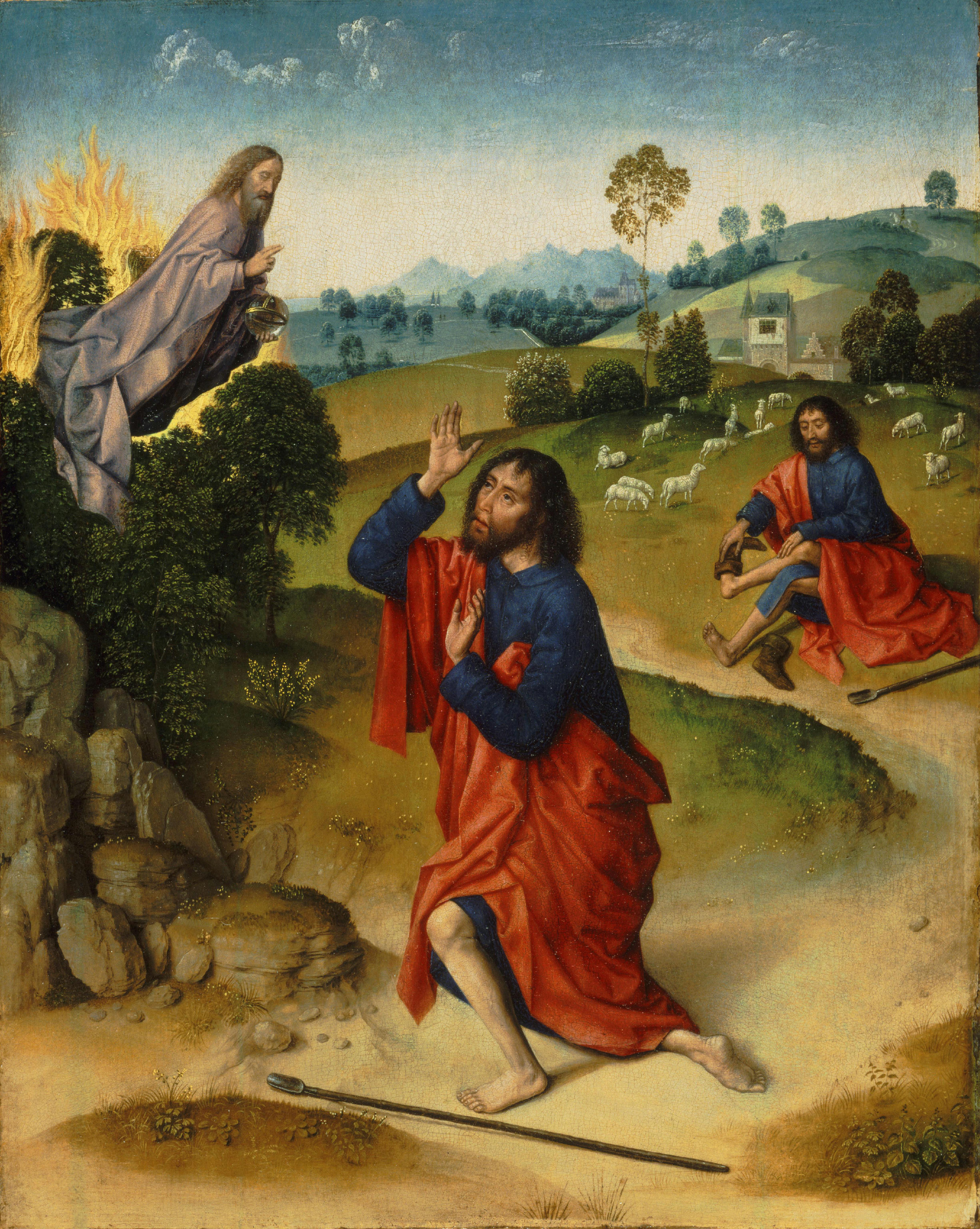
Moisés y la zarza ardiente, de Dirk Bouts (1450-1475).

Para Filón, la mente humana no puede comprender a Dios: «Lo increado [...] no se parece a nada entre las cosas creadas, sino que las trasciende tan completamente que incluso la inteligencia más penetrante queda lejos de captarlo y debe confesar su impotencia» (Somn., I, 184). En este caso, ¿existe una separación irremediable entre Dios y el ser humano? No, pero la unión no depende de la posibilidad de que la mente humana conciba a Dios. Escribe sobre este tema: «¿Qué hay para el alma más peligroso que atribuir por jactancia lo que es a Dios?» (Cher., 77). Esta doctrina de la incomprensibilidad divina, de la que Filón es el primer defensor, sería retomada por los padres de la Iglesia, en particular Clemente de Alejandría, Gregorio de Nisa y Juan Crisóstomo. Sin embargo, a pesar de que Dios no es cognoscible por inteligencia o por conceptos, se le conoce por gracia, por «el don que Dios hace de sí mismo»:
Moisés desea insaciablemente ver a Dios y ser visto por él, de modo que le pide que le muestre claramente su realidad difícil de entender, que cambie sus incertidumbres por una fe firme. Y en su fervor, no afloja en su búsqueda, incluso sabiendo que ama algo difícil de lograr o mejor aún inaccesible, sin embargo, se esfuerza por lograrlo. Luego penetra en la oscuridad donde está Dios, es decir, en las nociones ocultas y sin forma del Ser. En efecto, la causa no está en el tiempo ni en el lugar, sino que trasciende el tiempo y el lugar [...] Así es como el alma, amiga de Dios, cuando busca lo que es el Ser en su esencia, llega a una búsqueda invisible y sin forma. Y es de allí de donde le viene el mayor bien, a saber, comprender que el Ser de Dios es incomprensible para cualquier criatura y ver que incluso él es invisible (Post., 13-15).

### El Logos

#### Dios, el Logos y el mundo
Respecto al Logos, Jean Daniélou sostiene que muchas expresiones vuelven para designarlo. Uno de los pasajes más llamativos al respecto es el siguiente:
Si alguno aún no es digno de ser nombrado hijo de Dios, que se apresure a conformarse a su Logos primogénito, el más antiguo de los ángeles, para que sea un arcángel, y que lleva varios nombres: se le llama en efecto principio, nombre de Dios, Logos, hombre a la imagen, vidente, Israel. Entonces, si todavía no podemos ser considerados hijos de Dios, al menos podemos ser considerados de su imagen informe, el Logos santísimo. Porque el Logos muy antiguo es la imagen de Dios.
Los especialistas de Filón cuestionaron el estado del Logos: ¿está en el mismo plano que lo divino o es un intermediario entre Dios y el mundo? Filón escribió sobre esto:
Es al Arcángel y al Logos muy antiguo que el Padre que engendró todo, le dio el don de estar en la frontera para separar la creación del Creador. Intercede incesantemente ante los incorruptibles por la naturaleza mortal y frágil y es enviado por el Señor al siervo. No es engendrado como nosotros, sino intermedio entre los extremos que se comunican entre sí (Her., 205-206).
Hoy en día domina la segunda solución. La defienden tanto Jean Daniélou como Roberto Radice, que consideran que al Logos «como un panel entre el Dios trascendente y el mundo sensible».

#### El Logos como instrumento de creación y la providencia divina

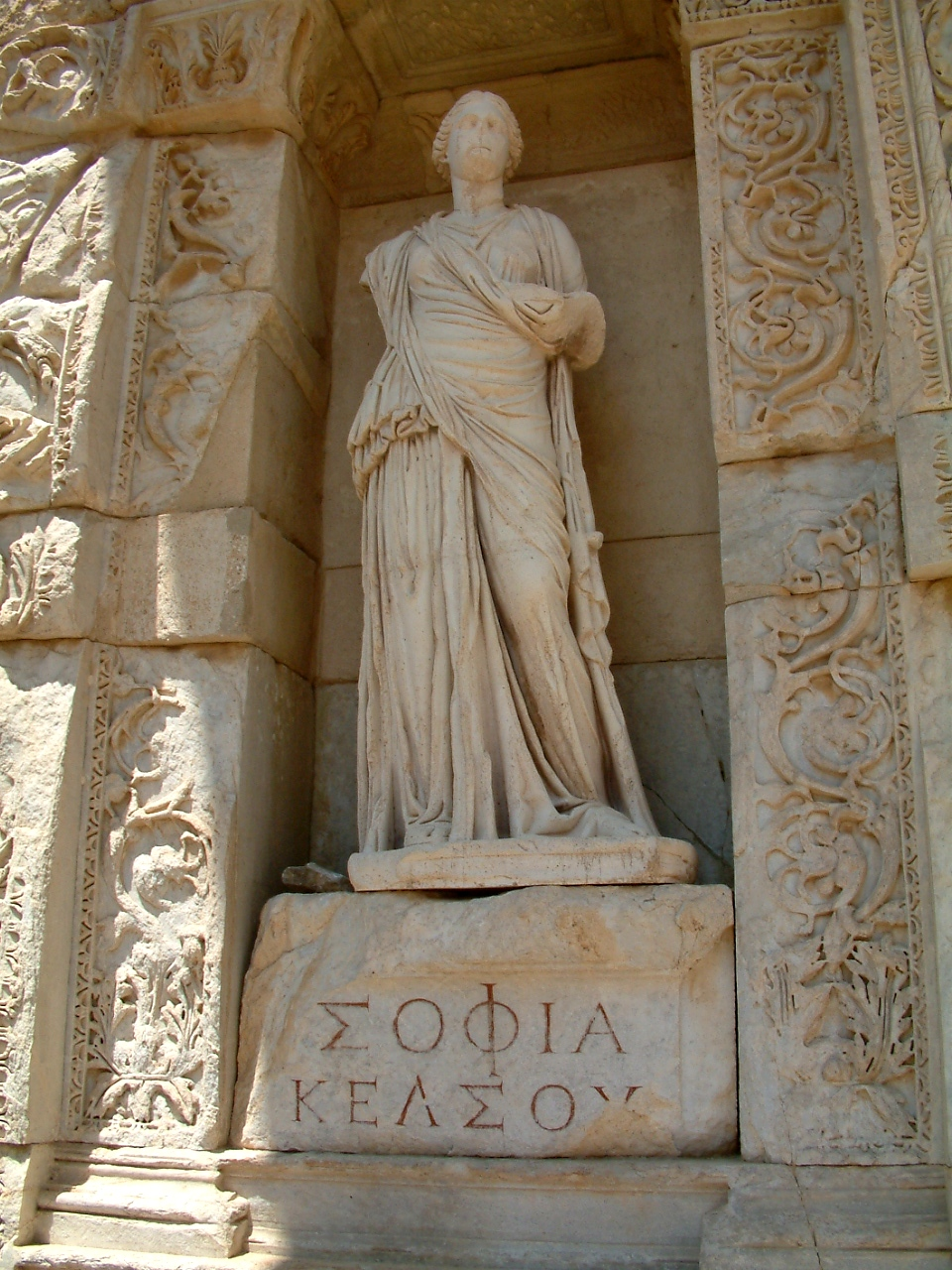
Personificación de la Sabiduría (Σοφία, Sophia), en la Biblioteca de Celso de Éfeso.

El Logos es, en cierto modo, el instrumento por medio del cual Dios creó el mundo: «La Sombra de Dios es su Logos, por medio del cual, como por un instrumento, creó el mundo» (Leyes alegóricas). Es el Logos el que preserva y gobierna el universo: «El Logos es el cochero de los poderes, el Legon es el que se lleva y da órdenes al cochero para que dirija correctamente el Universo» (Fuga, 101). El principio del Logos como instrumento de la Providencia se enuncia en particular como: «El Logos de Dios viaja por el mundo; es lo que la mayoría de los hombres llaman fortuna. Él da a unos lo que les conviene a unos y a todos lo que les conviene a todos» (Imm., 176).

#### El principio de división y unidad del logos
El Logos tiene una función de división: «Indivisibles son las dos realidades, la del juicio en nosotros y la del Logos por encima de nosotros, pero al ser indivisibles, dividen las otras cosas en grandes números. El Logos divino ha discernido y dividido todas las cosas. Nuestro Logos, a todas las realidades y cuerpos que capta inteligiblemente, los divide en partes indefinidamente indefinidas y nunca deja de dividir» (Heres., 234-236). Por otro lado, el Logos también es un vínculo: «el Logos del Ser, siendo el eslabón del Universo, también mantiene todas las partes del mismo y las apreta para evitar que se deshagan y desarticulen» (Fug., 112 ).
Para expresar este principio de cohesión, Filón también utiliza el término pneuma (aliento o espíritu) que tanto encuentra en el relato del Génesis («el Espíritu de Dios se movía sobre la faz de las aguas», «los animales tienen el aliento de vida», etc.) como en los escritos estoicos. Para estos últimos, el pneuma o aliento era una emanación del Logos creador que mantenía el orden y la armonía en el mundo.

#### El Logos y la Sabiduría
Para Filón, la Sabiduría era anterior al Logos y en cierto modo constituía su fuente: «Moisés llama al Edén la Sabiduría del Ser. De esta Sabiduría, como de una fuente, el Logos divino desciende como un río y se divide en cuatro principios que son las virtudes» (Ps., LXIV).

### La creación

#### La creación y el mundo de las ideas

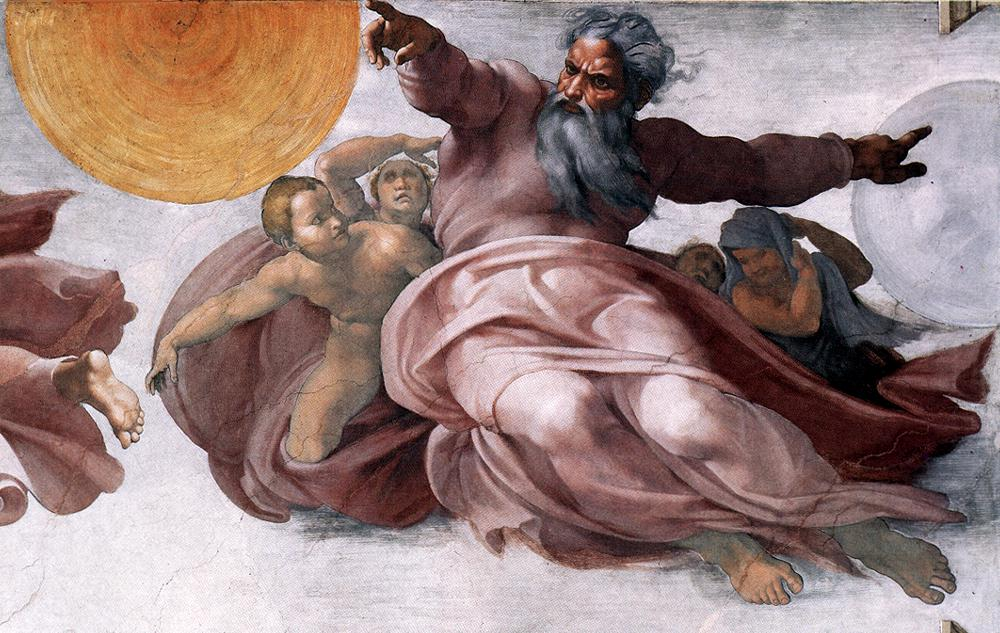
Dios creando la tierra, la luna y el sol, de Miguel Ángel.

Siguiendo la concepción estoica, Dios es para Filón «la causa activa de la creación». Asimismo, si bien interpreta los versículos del Génesis utilizando conceptos platónicos, no repite el proceso. Si el demiurgo de Platón crea el cosmos tomando un modelo de un mundo de ideas ya preexistentes porque es eterno y no creado (Timeo, 31), el Dios de Filón crea primero el mundo de las ideas y luego el mundo. De ello se desprende, según Roberto Radice, que Dios puede realmente, en el filósofo de Alejandría, llamarse arquitecto en la medida en que él también creó el plan del mundo.
Si es necesario hablar en términos claros, diría que el Cosmos noêtos no es otra cosa que el Logos de Dios creando el mundo, así como la ciudad inteligible no es otra cosa que el pensamiento del arquitecto meditando sobre la creación de la ciudad (Op., 25).
Para Filón, el mundo inteligible se creó el primer día. «El Creador nombró la medida necesaria del tiempo: día, no primer día, sino día único, llamado así por la unidad del mundo inteligible que tiene una naturaleza» (Op., 29-31); después vino el mundo sensible: «El mundo incorpóreo tenía de ahora en adelante sus fronteras constituidas en el Logos divino. El mundo sensible fue llevado a su plenitud sobre el modelo de este» (Op., 36).

#### El hombre
En Génesis 1:26, Dios dice: «Hagamos al hombre a nuestra imagen, conforme a nuestra semejanza»; mientras que en Génesis 2:7, el hombre está formado del polvo de la tierra. Esto llevó a Filón a enfatizar la diferencia «entre el hombre modelado ahora y el hombre que fue creado a la imagen de Dios antes. En efecto, el modelado es sensible, tiene cualidades, está compuesto de cuerpo y alma, varón o mujer, mortal por naturaleza. Pero lo que se ha hecho a la imagen es una idea, un género, un sello, inteligible, incorpóreo, ni hombre ni mujer, incorruptible por naturaleza» (Op., 134-135).
Esto lleva a Filón a distinguir dos elementos en el hombre: el corporal y el intelectual. Para él, el intelecto está jerárquicamente por encima de lo corporal y en relación con lo divino, a través de la imagen de Dios, pero esta relación le permanece oculta: «La inteligencia que está en cada uno de nosotros es capaz de conocer otras cosas, pero es incapaz de conocerse a sí misma» (Leg. all., I, 91). En este mismo tema, también escribe: «Dios inspiró al hombre con su propia divinidad: esto marcó invisiblemente al alma invisible con sus propios rasgos, para que la región terrestre misma no se viera privada de la imagen de Dios. Y este modelo era tan invisible que la imagen misma permanece oculta a la vista» (Des., 86-87).
Como remarca Jean Giblet:
Mientras que, para todo el pensamiento griego, la «imagen» está del lado del mundo sensible y visible, de repente produjo una revolución. La imagen de Dios de la que habla Moisés se convierte en la expresión por excelencia del valor invisible y espiritual de la inteligencia. Esto se debe a que la perspectiva ha cambiado: la oposición fundamental ya no es entre dos universos, uno sensible y otro inteligible, sino más bien entre Dios y lo creado.

### Los poderes divinos y los ángeles

#### Los poderes divinos

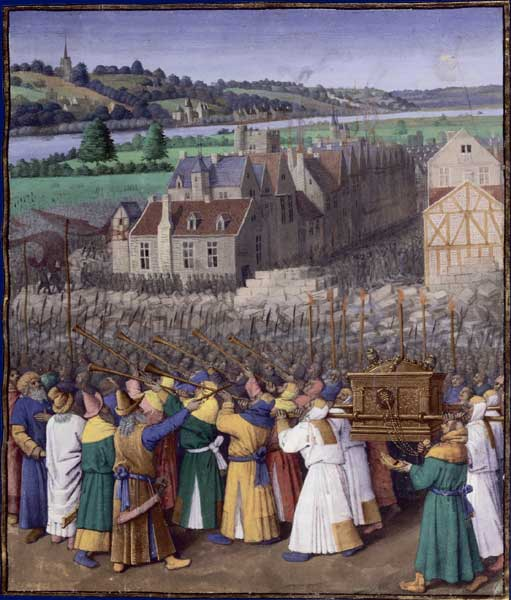
Los muros de Jericó caen tras el séptimo paso del Arca de la Alianza, precedido por las siete trompetas, ilustración de Jean Fouquet (1470-1475).

Los poderes dan testimonio de la acción de Dios en el mundo. En De posteritate Caini, Filón explicó:
Él (Dios) no puede ser conocido cara a cara y con la vista directa, porque entonces lo veríamos tal como es, pero es conocido por los poderes que lo siguen y lo acompañan. Estos manifiestan, no su esencia, sino su existencia a partir de sus obras (166-169).
En su interpretación del episodio del encinar de Mamre, Filón distinguió dos poderes: el poder creativo llamado Dios y el poder gobernante llamado Señor.
En De Fuga, en cambio, enumera cinco poderes divinos: el poder creativo, el poder real, la misericordia, el poder que manda y el poder que prohíbe. Estos cinco poderes son simbolizados por el Arca de la Alianza:
Los cinco poderes están representados y tienen su imagen en las cosas santas: las leyes establecidas en el Arca son la imagen del poder que manda y del que prohíbe, la tapa del Arca es la imagen del poder misericordioso (se llama propiciatorio), los querubines alados que están a cada lado son la imagen del poder creativo y el poder real (De Fuga, 100).
Según Jean Daniélou, la estructura en cinco poderes jerárquicos es una constante en Filón. El hombre se encuentra primero con el poder que prohíbe, luego con el que manda, luego con la misericordia, luego con la soberanía y finalmente con el Creador: «el conocimiento de los poderes o teología positiva forma los pequeños misterios, el conocimiento en las tinieblas o teología negativa constituye los grandes misterios».
En general, para Filón, el Logos es superior a los poderes porque participa en la creación. Retomando el simbolismo de las ciudades de refugio, escribe: «La más antigua, la más segura y la más excelente, que no es solo una ciudad sino una metrópoli, es el Logos divino, donde es útil refugiarse sobre todo. Los otros cinco, como colonias, son los poderes del Legón que preside el poder creador, según el cual el Creador hizo el mundo a través de su Logos» (Fug., 94-95).

#### Los ángeles

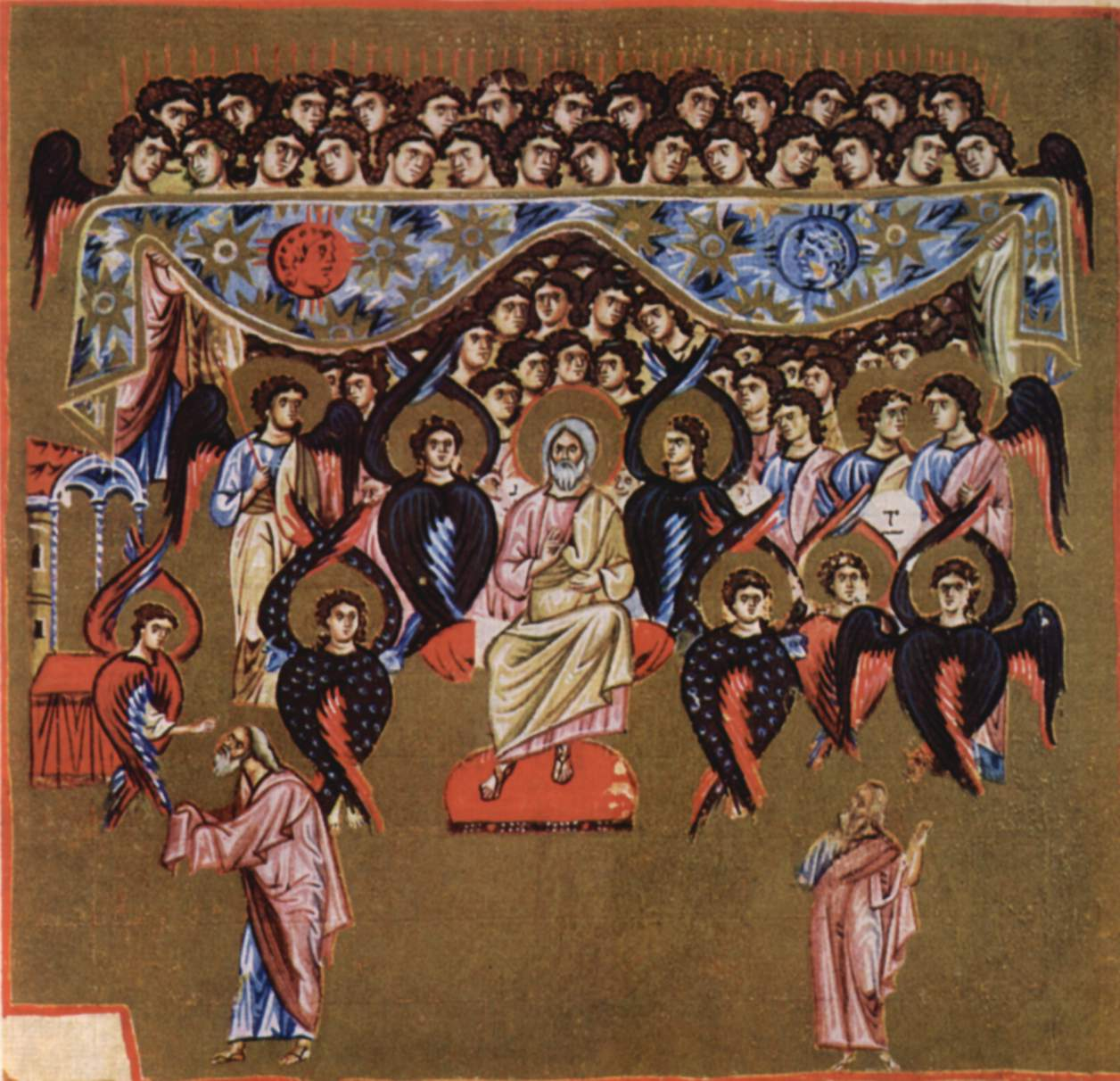
Representación de los serafines de seis alas.

Para Filón, los ángeles pueden representar al Logos (como en De cherubim 35) o simbolizar los principales poderes divinos, que son la soberanía o la bondad (como en De cherubim 27-8). También pueden representar los pensamientos y las palabras de Dios (como en De confusione Linguarum 28). Los ángeles también pueden ser considerados como daimones (es decir, almas sin cuerpo) o como héroes que actúan como intermediarios entre Dios y los hombres. En realidad, «los ángeles malos son casi desconocidos» para Filón, contrariamente a la tradición expresada en los relatos apocalípticos judíos de la época; esto se debería a que la angelología de Filón es de inspiración griega, influenciada en particular por Platón y Plutarco.
Filón distinguió dos tipos de ángeles: los que cooperaron en la construcción del mundo y los que ayudan a los hombres en su ascenso a Dios, que también pueden transmitir a Dios las oraciones de los hombres. En ambos casos, los ángeles están al servicio de Dios:
Toda la hueste de los ángeles, dispuestos en filas bien ordenadas, se presenta para servir y adorar al Señor, quien los ha dispuesto y a quien obedecen como un comandante del ejército. No está permitido que el ejército divino sea acusado de deserción. Es asunto del rey usar sus poderes para hacer cosas que Dios no debe hacer solo. No es que Dios necesite que alguien haga algo. Pero al ver lo que le conviene a Él y a los seres sintientes, deja ciertas cosas para que los poderes inferiores las hagan (Conf., 171).

### El pecado, la gracia y la providencia divina

#### La imperfección del mundo, el pecado y la gracia
¿Por qué Dios creó un mundo imperfecto? Para Aristóteles, eso fue fácil de explicar porque Dios pertenece únicamente al mundo del pensamiento. Para Filón, quien siguió el camino platónico, fue más complicado. Inspirado por el hecho de que, para Platón, el demiurgo crea todo lo más perfectamente posible, piensa que la naturaleza humana, creada a imagen de Dios, no puede hacer nada bueno por ella misma si Dios no insufla su gracia en él. Ciertamente Filón podría haber introducido, para explicar el mal, un principio negativo correspondiente a la materia (chöra) platónica, pero se negó a hacerlo porque eso contradiría su tesis de un Dios único y creador de todo el mundo.
Para él, el mal, la impiedad o el pecado consisten en creerse al mismo nivel que Dios, en pensar que uno se posee a sí mismo:
Hay dos opiniones opuestas entre sí: una permite a la mente todo, como el principio de sentir y tocar, de moverse y de descansar; la otra atribuye todo a Dios, ya que él es su creador. El tipo de la primera actitud es Caín, cuyo nombre significa posesión, porque cree que todo le pertenece; el tipo de la segunda es Abel, que significa relación con Dios (De Sacr., 2).
Pecar, por tanto, es rechazar la gracia divina, es querer ser como Dios, como se observa claramente cuando distingue tres formas de pecar (De Sacr., 54):
- Olvidar las bendiciones de Dios y privarse de la acción de la gracia.[144]
- Creer por excesivo orgullo que uno es el autor de sus éxitos.[144]
- Afirmar que, aunque el bien que nos llega proviene de Dios, todavía lo merecemos.[144]

#### La gracia y la armonía del mundo

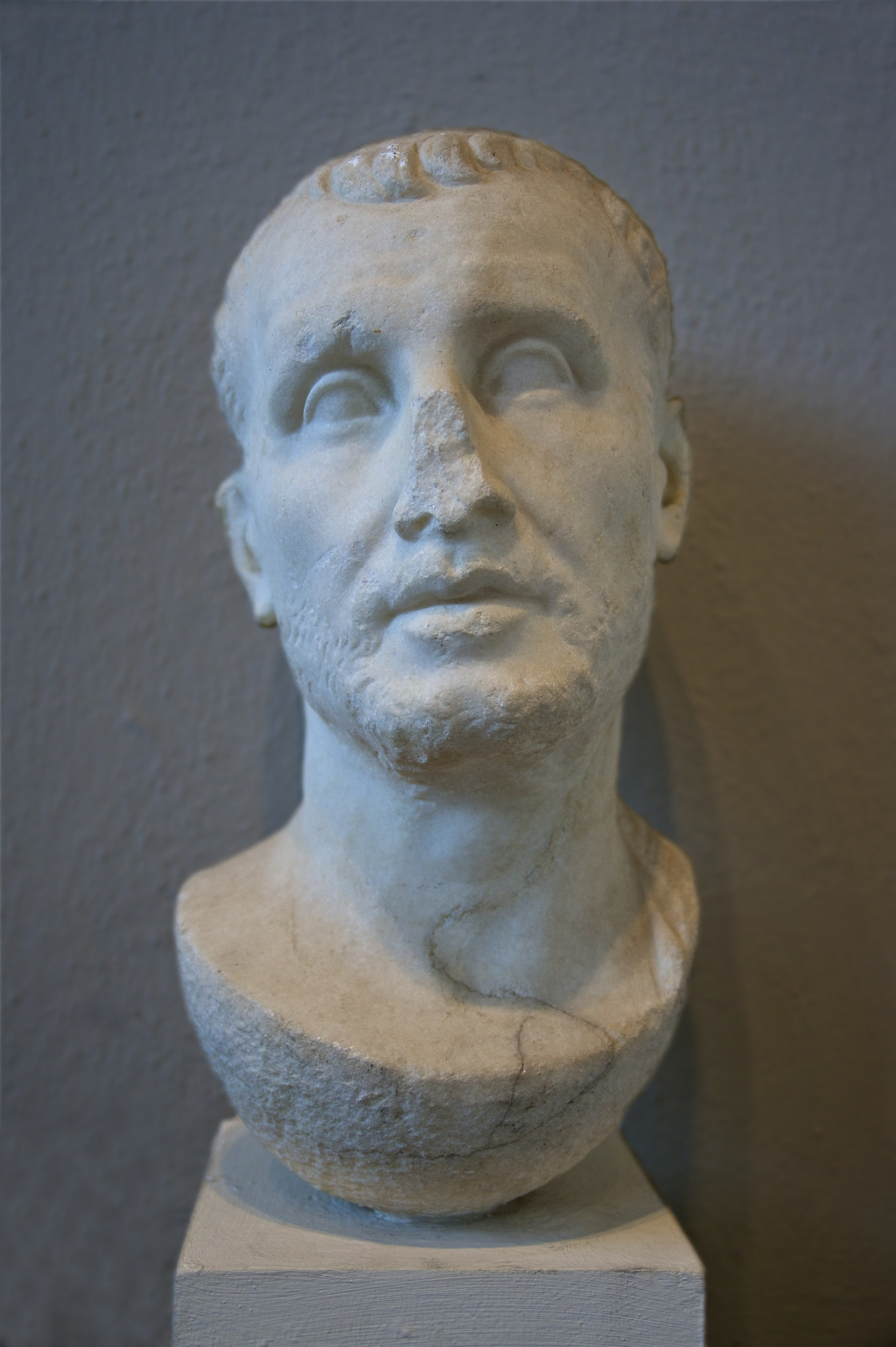
Busto que probablemente representa a Posidonio, Museo Arqueológico de Rodas.

Para Filón, tener gracia es confiar en Dios:
Aquellos que afirman que todo lo que hay en su pensamiento, su sensibilidad, su habla es un don de su propio espíritu, profesan una opinión impía y atea y son contados en la raza de Caín, quien ni siquiera siendo su propio amo hizo el reclamo de poseer todas las demás cosas. Pero los que no se atribuyen todo lo bello de la naturaleza, relacionándolo con las gracias divinas, son realmente de raza noble (De post., 42).
Tener gracia es también aceptar que el mundo pertenece a Dios y no a los hombres: «Ningún mortal está en posesión duradera de ningún bien. Solo Dios debe ser considerado amo y señor y solo él puede decir: Todo es mío» (Cher., 83). Finalmente, como en Cicerón y Posidonio, la gracia es creer en una simpatía universal, en una necesidad de cooperación de los hombres: «Dios ha concedido el uso de todas las criaturas a todos, sin hacer ningún ser perfecto en particular, de modo que no necesita a los demás. Entonces, queriendo obtener lo que necesita, acude a ellos. Es así como una lira, hecha de varias cuerdas: por sus intercambios y su mezcla, los diversos seres son conducidos a la comunión y al acuerdo, de los que resulta la perfección de todo el universo» (Cher., 108-110).

#### La Providencia divina
Filón insistió en muchos pasajes en que Dios es tanto el uno como el todo. Según Roberto Radice, a través de sus escritos, Filón quiere insistir en dos puntos: la superioridad de Dios y la Providencia divina. Dios no reside en algún lugar del universo, sino que, como ocurre con los estoicos, es superior al cosmos. La idea de la Providencia divina que brota de la trascendencia absoluta de Dios se afirma claramente en De opificio 46 : «Dios dirige todo según su ley y justicia, en cualquier dirección que desee, sin necesidad de otra cosa. Porque todo es posible para Dios». Mireille Hadas-Lebel insiste en el hecho de que, para Filón, la divina providencia no solo concierne al conjunto, al todo, sino que también se extiende a los individuos concretos:
Conduce el carro del mundo con las riendas de la Ley y la Justicia, cuyo poder es absoluto; sin limitar su providencia a los seres más dignos de él, la extiende a los que tienen menos brillo (Migr. 186).

## Filón y la ética

### Los fundamentos de la ética de Filón
Según Carlos Lévy, Filón «se niega a basar su ética en el dogma de la oikéiosis o apropiación», principio fundamental del estoicismo y, más en general, de las doctrinas filosóficas de las escuelas helenísticas. Los estudiosos aducen varias razones para explicar este rechazo. En primer lugar, como judío y platónico, le resultaba difícil a Filón aceptar que la ética tiene su raíz en un instinto común a los hombres y los animales. En efecto, a pesar de que los estoicos situaban al hombre por encima del animal y lo consideraban el único que compartía el logos con Dios, creían que la unidad del mundo se lograba mediante el sentimiento de apropiación, que actúa tanto en el mundo humano como en el de los animales.
Sin embargo, para Filón, el alma es solo un extraño en el cuerpo, no preside un ajuste natural, una apropiación del hombre por sí mismo. La noción de naturaleza no se refiere en Filón a un instinto, pero tiene un significado normativo: es la expresión de la voluntad divina. El hombre creado es, ante todo, un pecador que no puede salvarse sin la intervención de la trascendencia divina. Lo que importa, por tanto, no es el impulso dado por instinto, sino la cercanía a Dios, puesto que el hombre ha sido creado a imagen de Dios. La cercanía de Dios con los hombres se manifiesta de dos maneras: a través de la providencia inherente a la creación y a través del esfuerzo del hombre que, en la búsqueda de la racionalidad, busca conscientemente parecerse a Dios. Sin embargo, no se trata de ponerse en el lugar de Dios, sino de establecer un parentesco espiritual con él. Para Filón, si bien todos los hombres pueden alcanzar este nivel espiritual, solo los judíos pueden alcanzarlo como pueblo.

### La naturaleza del alma
Si bien describe fundamentalmente el alma como dotada de una parte racional y una parte irracional, Filón tomó de Platón la estructura tripartita expuesta en el Timeo y la República, que presentan el alma como formada por la razón (logos), la voluntad (thumos) y el deseo (epithumia).
En Quaestiones in Genesim, sin embargo, retomó la división tripartita de Aristóteles, quien distinguió la parte vegetativa (threptikon), la parte sensitiva (aisthetikon) y la parte racional (logikon).

### Las pasiones

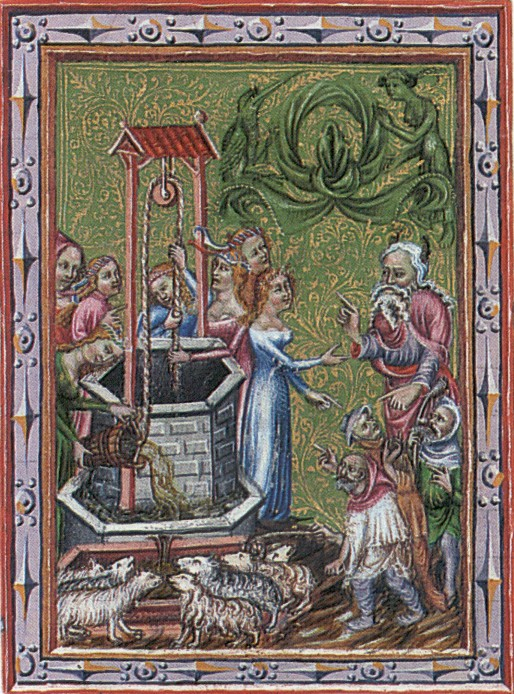
Encuentro de Abraham (representado por uno de sus siervos) y Rebeca en el pozo de Harán (Biblia de Wenceslao,, Biblioteca Nacional de Austria).

El estoicismo distingue cuatro malas pasiones: el deseo (epitimia), el miedo (phobos), la tristeza (lupê) y el placer (hêdonê); y tres buenas pasiones (eupatheiai): la alegría (chara), la prudencia (eulabeia) y el querer (boulesis). Por lo general, Filón adoptó el esquema estoico de las pasiones a la vez que se apartó de él. Por ejemplo, para él, la alegría no es (como en el estoicismo) lo contrario del placer, sino que se refiere al estado de una persona que ha logrado el bien. Asimismo, la esperanza es una emoción «buena», mientras que los estoicos la consideraban de manera negativa porque conducía a las pasiones. Para Filón, «las cuatro pasiones de los estoicos son las cuatro patas del caballo, el animal que en Platón simboliza la parte irracional del alma».
Para Filón, los seres humanos son ayudados en su lucha contra las pasiones por las cuatro virtudes tradicionales (prudencia, templanza, fortaleza y justicia), a las que él agrega autocontrol (enkrateia) y resistencia (karteria). Es mejor no enfrentarse a una pasión cuando llega a su apogeo. Por lo tanto, sostuvo que Rebeca simbolizaba la prudencia cuando le ordenó que Jacob salir de casa para escapar de Esaú. Asimismo, el sabio no llega a serlo por sus propias fuerzas, sino que necesita la ayuda de la gracia divina. La apatía no es consecuencia de la sumisión al orden de la naturaleza, sino que «se basa en la creencia de que existe una trascendencia que no está sujeta a las leyes de la naturaleza». En definitiva, Filón distinguió dos tipos de apatía: la que bordea la indiferencia y la que apunta a la ausencia de exceso, a la moderación de las emociones (metriopatia).
A diferencia de los estoicos, para quienes lo importante era vivir en armonía con uno mismo, Filón consideró de manera positiva la locura de origen divino, «la posesión por Dios del alma de un sabio».

### Las virtudes
En su exégesis del Génesis (Génesis 2:10-14), Filón compara las cuatro virtudes: prudencia (phronesis), templanza (sophrosyne), fortaleza (andreia) y justicia (dikaiosyne) con los cuatro ríos del paraíso. En De specialibus legibus, no sigue la tradición helenística y presenta las virtudes regias, que para él son la piedad y la santidad. Luego le siguen tres virtudes (en el sentido de seguir o servir a una persona rica): la sabiduría, la templanza y la justicia. Si bien, tanto en Filón como en Aristóteles, la virtud nunca es una pasión fuerte sino que reside en una media entre dos extremos, Carlos Lévy subraya que la adherencia del filósofo «a la ética aristotélica no es más que relativa, su adhesión absoluta va hacia la ética ascética y el desapego místico».
En De virtutibus, las dos virtudes centrales son metanoia (arrepentimiento) y eugeneia (nobleza). Para Filón, la metanoia no es una pasión infeliz como con los estoicos, sino simplemente el signo de la finitud humana y la apertura a la trascendencia. La eugeneia no reside (como en Aristóteles) en el linaje, la filiación. Solo lo moderado y justo es noble. Abraham representa así el modelo de la nobleza, porque abandonó el politeísmo de sus antepasados por la verdad del monoteísmo.
El autocontrol, de inspiración estoica, se asimila a «la ciencia que no quiere que vayamos más allá de lo que está de acuerdo con la razón correcta» y constituye una variación del tema de la templanza. La virtud de la fortaleza está inscrita en la tradición socrática, que quiere que no esté determinada por la rabia sino por el conocimiento. La virtud de la justicia tiene varios significados: es sumisión a un ideal religioso, también es la media y finalmente (desde una perspectiva neopitagórica) un principio de equidad. Nadie puede alcanzar la virtud perfecta porque solo pertenece al Uno, a Dios. Finalmente, Filón señaló que a pesar de que todas las virtudes tienen nombres femeninos, poseían «los poderes y la actividad de un hombre maduro».

### El mal y el progreso moral
Para Filón, el mal está constantemente presente en este mundo. Así interpretó alegóricamente que en el Pentateuco la muerte de Caín, «personaje que simboliza la presencia del mal en la tierra», nunca se mostró. Filón presentó al cuerpo como el asiento de las pasiones, pero no desarrolló (como las versiones pesimistas del platonismo) la idea de una caída del alma en el cuerpo. No apreció a los epicúreos, pues para Filón el cuerpo no debía descuidarse por completo y que el placer corporal era necesario para la procreación: el placer era necesario para la plenitud del ser humano.
Para vivir de la manera menos imperfecta en esta tierra y progresar hacia el bien, son posibles tres actitudes: la de Abraham, caracterizada por el esfuerzo de conocer; la de Isaac, que resulta de una naturaleza feliz; y la de Jacob, por la lucha contra lo que en la naturaleza humana involucran los sentidos y la pasión. Como en el estoicismo de Panecio de Rodas, Filón valoró a la persona que progresa moralmente (pokoptön). El proceso tenía tres etapas: una etapa de educación; otra de progreso propiamente dicho, comparado con el trabajo de un hombre que planta un árbol; y finalmente, la perfección, considerada como la construcción de una casa. Filón no insistió en el maestro en el sentido de educador (como los estoicos) puesto que, para él, el único maestro es Dios y lo importante reside en el cara a cara con él.

### La política
Como los estoicos, Filón sostuvo que los humanos pertenecen a una comunidad natural (physikê Koinônia), donde una de sus reglas fundamentales es la restitución de lo perdido. Como resultado, existe una amistad entre los humanos que debería llevar a rechazar la esclavitud (como hacían los esenios) y a luchar contra el crimen. Asimismo, deben ser filantrópicos. En cierto modo, según Carlos Lévy, Filón respondió así a los griegos, que acusaban a los judíos de misantropía. Como demostró K. Berthelot, mientras que para los estoicos el centro de la vida social de los seres humanos reside en el amor de los padres por sus hijos, para Filón (que sigue los Diez Mandamientos) este centro reside en el amor de los hijos para con sus padres.

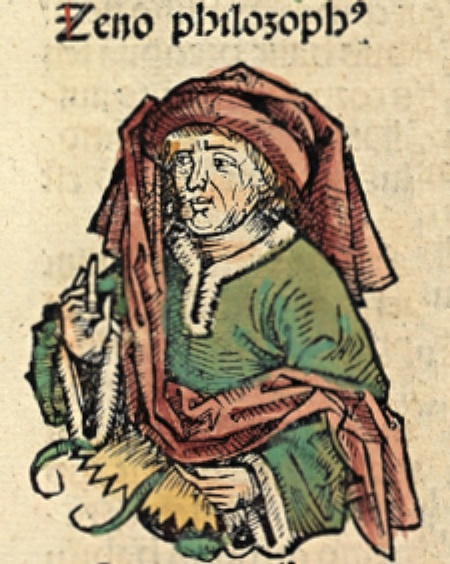
Representación medieval de Zenón de Citio, en las Crónicas de Núremberg.

Siguiendo a los estoicos, Filón creía que existe una ley de la naturaleza (nomos physeos) que, citando a Zenón de Citio, «ordena hacer lo correcto y prohíbe las acciones contrarias a la justicia» (SVF I.162). Moisés es el modelo del político sabio: no es solo un legislador, sino también la encarnación de la ley (nomos empsychos). Como la ley de la naturaleza, las leyes recibidas de Dios prescriben lo que es bueno y prohíben lo que es malo. Para Cicerón, la ley natural es válida solo para las personas virtuosas, las otras necesitan leyes menos perfectas y más capaces de contener las pasiones. De manera bastante similar, para Filón, la comunidad natural está dividida en naciones debido a la dispersión geográfica de los hombres y las pasiones del alma humana, lo que hace imposible la convivencia pacífica de las naciones y hace del mundo una ciudad virtual. Los políticos, simbolizados por José, deben (por tanto) hacer «ajustes», «adiciones» al régimen natural para permitir que los hombres vivan juntos de manera imperfecta. Por ello, existe en Filón una profunda desconfianza del mundo político, como señala Carlos Lévy: «la ambivalencia hacia el personaje de José muestra que, para Filón, la inmersión en el mundo de la política, aunque no necesariamente conduce a la maldad, plantea constantemente tal riesgo».
Filón consideró a la democracia como «el más civilizado y el más excelente de los regímenes» (Spec., IV, 237), porque se basa en la igualdad, un principio que gobierna el universo: «Porque todo lo que deja algo que desear aquí abajo es obra de la desigualdad, y todo lo que responde a un orden adecuado es obra de la igualdad: esto se define a nivel de la realidad universal como estricta armonía cósmica, a nivel de la ciudad como democracia» (Spec., IV, 237). Tuvo a los terapeutas en alta estima porque rechazaban la esclavitud. Además, Filón sabía que la democracia es frágil, siempre amenazada por el exceso de libertad y la debilidad de sus líderes, lo que conducía a la oclocracia. Escribió al respecto:
El buen (régimen) es aquel que adopta la democracia como su constitución, respetuoso de la igualdad y cuyos magistrados son la Ley y la Justicia; una ciudad así es un himno a la gloria de Dios. El mal (régimen) es el que degrada la buena ciudad, como las monedas falsas o las que no tienen ralea deprecian la moneda: es el gobierno de la multitud (oclocracia), el que toma la desigualdad como ideal y que da rienda suelta a la opresión de la injusticia y la anarquía (Confus. 108).
No menciona la monarquía, aunque los textos que comenta le dejan libre para hacerlo. Consideró importante que Moisés insistiera en la elección de líderes por parte del pueblo. Para Filón, el gobernante (arconte) debe rodearse de las personas más sabias y capaces, dotadas de un sentido de rectitud y piedad. Esta elección debe tener en cuenta las cuestiones más importantes, las relativas a la igualdad y la justicia. En realidad, el gobierno de una democracia tal como lo entiende Filón se parece mucho a lo que Platón llama la aristocracia o el gobierno de los mejores. Señala sobre el líder o el dirigente:
[...] lo que le conviene son diseños sabios, bien ejecutados; nos gusta verlo gastar generosamente su riqueza, reservando solo lo que la previsión le ordena ahorrar, para protegerse de los inciertos golpes del destino (Legat, 51).

### La retribución de los justos
Para Filón, «el precio de la inteligencia es la inteligencia misma, y la justicia, como cada una de las demás virtudes, es su propia recompensa» (Spec., II, 259). Según Mireille Hadas-Lebel, esta posición ya era la de Platón, Aristóteles, los estoicos e incluso los rabinos de la época que la enseñaban, como Antígono de Soco en el siglo I a. C.: «la buena acción era en sí misma su propia recompensa, así como el mal era en sí mismo su propio castigo» (Abot., I, 3).
Filón no usó el mito platónico de Er para introducir la idea del cielo y el infierno, como lo harían los cristianos. No es sensible a la idea de la resurrección de los muertos, desarrollada posteriormente por los fariseos. Esta actitud se debía a que, para Filón, el hombre está compuesto de cuerpo y alma y que, a la muerte del ser humano, «el alma inteligente y celestial llega al éter más puro como hacia su padre» (Her., 280). Según él, hay dos tipos de alma. La primera es la que se vuelve a Dios de manera desinteresada: es el alma de los justos, que se unirá, como la de los de los patriarcas, al pueblo de Dios. Así interpretó la frase «y fue unido a su pueblo» que se encuentra en la Biblia en los pasajes que tratan de la muerte de los patriarcas (Génesis 25:8, 35:29, 49:33). Para las almas ordinarias y desinteresadas, la recompensa consistía en dejar «una casa rica en calidad y número de hijos» (Praem., 110). La idea de conversión estuvo presente en Filón, especialmente la de «aquellos que han despreciado las santas leyes de justicia y piedad», pero no ligada a un mesías, sino a Dios mismo.
Para Filón, los hombres virtuosos son, ante todo, una bendición para quienes los rodean:
Entonces, cuando veo o escucho a alguien decir que uno de ellos está muerto, me siento muy triste y abrumado, y lloro menos por ellos que por los vivos; para ellos, de hecho, siguiendo una ley de la naturaleza, ha llegado el plazo necesario, sin embargo, han tenido una vida gloriosa y una muerte gloriosa; pero aquellos que se encuentran privados de la mano fuerte y poderosa cuyo apoyo los mantuvo cuerdos y a salvo, pronto percibirán, una vez abandonados a sí mismos, los males de los suyos, a menos que, para ellos nuevamente, la naturaleza engendre otros hombres virtuosos en lugar de los anteriores (Sacrif., 124-125).

## Influencia de Filón

### Influencia durante el período de escritura de los Evangelios

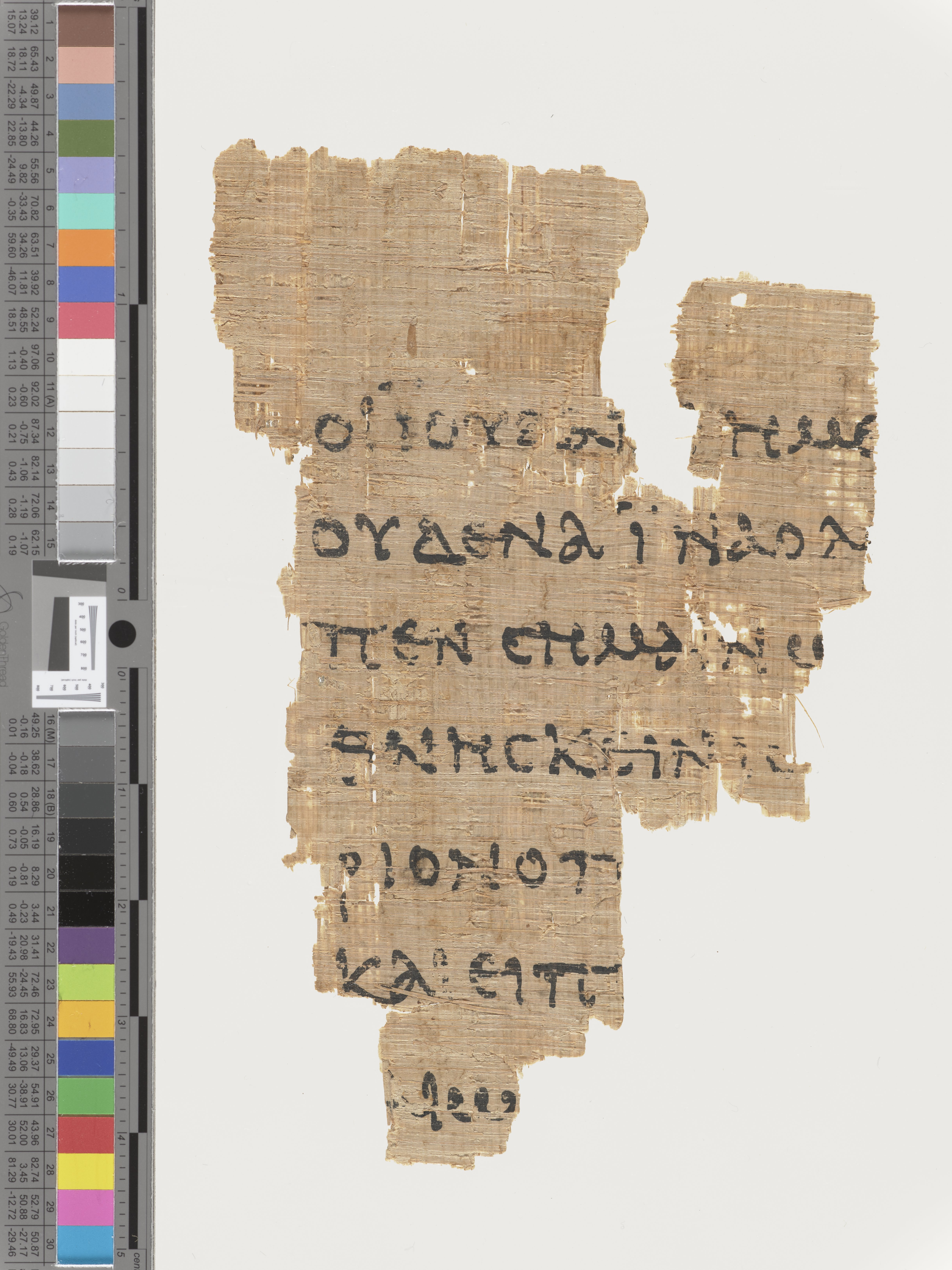
El papiro ^{52}, el fragmento más antiguo del Evangelio de Juan, fue hallado en Egipto.

Filón vivió en la época de Jesús. Si pudo haber oído hablar de Poncio Pilato, los comienzos del cristianismo le son completamente desconocidos. Además, no se sabe prácticamente nada sobre el desarrollo del cristianismo en Alejandría antes de finales del siglo II, aunque el fragmento más antiguo del Evangelio de Juan (el papiro {\displaystyle {\mathfrak {P}}}52), fechado c. 125, se encontró en el oasis de Fayum en Egipto. Se suelen expresar dos tesis para explicar esta falta de conocimiento: los primeros cristianos eran gnósticos o tanto judíos como cristianos fueron asesinados en la guerra de Kitos en 115-117.
Folker Siegert cree percibir una influencia indirecta de Filón en la Epístola a los hebreos y en el Evangelio de Juan escrito en Éfeso, donde residía Apolos, un judío de Alejandría que participó en la creación de la comunidad cristiana local. Este último, que también residía en Corinto, también pudo haber tenido alguna influencia en las epístolas a los corintios. Los estudiosos han notado similitudes entre el Evangelio de Lucas (de inspiración paulina) y el pensamiento de Filón. Para Mireille Hadas-Lebel, igual que para Siegert, la influencia no es directa, sino que resulta de la impregnación por parte de la diáspora judía helenística de ideas cercanas a las de Filón. Si la noción de Logos, de la palabra de Dios, que encontramos en Filón, está presente en el Evangelio de Juan, la noción de encarnación en la que emerge le es completamente ajena. Asimismo, no es posible una conexión entre los Evangelios y Filón en materia de cristología.

### Influencia sobre los padres de la Iglesia

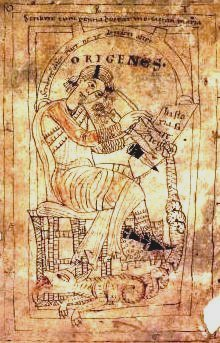
El padre de la Iglesia Orígenes de Alejandría es considerado el principal paladín del trabajo de Filón dentro la tradición cristiana.

Clemente de Alejandría fue el primer padre de la Iglesia en hacer un uso extensivo del trabajo de Filón, inspirándose en su comentario sobre el pasaje bíblico de Sara y Agar. Orígenes, que residía en Alejandría antes de ir a Cesarea, poseía libros de Filón e hizo un uso bastante extenso de ellos: los estudios han demostrado que su obra tiene nada menos que trescientas referencias directas, indirectas o impresas al filósofo alejandrino. En Cesarea, la obra de Filón fue estudiada por Eusebio de Cesarea, quien consideró a los terapeutas como cristianos convertidos por Marcos el Evangelista. Esta historia marcó la Antigüedad tardía y la Edad Media, donde se consideró a esta comunidad como la fuente del monaquismo. En el siglo IV, el trabajo de Filón marcó a Gregorio de Nisa y a Basilio de Cesarea.
En la Iglesia cristiana occidental, Filón marcó profundamente el pensamiento de Ambrosio de Milán, quien se refirió a su obra más de 600 veces. Siguiendo a Ambrosio, Agustín de Hipona estuvo imbuido del pensamiento de Filón y usó su trabajo para interpretar el Génesis. En su libro La ciudad de Dios, marcado por la oposición entre la ciudad de los hombres y la de Dios, incluyó las grandes parejas bíblicas opuestas Abel-Caín, Sara-Agar, Israel-Ismael, retomando «el gran estilo alegórico de Filón». Jerónimo de Estridón incluyó a Filón, Séneca y Josefo como los tres famosos no cristianos de su libro De Viris Illustribus.
Según David T. Runia, la aceptación de Filón en la tradición cristiana se debería principalmente a tres razones. Primero, como contemporáneo de Jesús, Filón dio testimonio del período mientras proporcionaba información sobre el pueblo judío. Además, posibilitó mostrar que las Escrituras incluían elementos que se encontrarían más tarde en la filosofía griega, lo que permitió dar una precedencia al cristianismo. Luego, Filón proporcionó en griego una exégesis de los primeros cinco libros de la Biblia que inspiró a los padres de la Iglesia (notablemente a Ambrosio de Milán). Por último, el hecho de que la unión de las Escrituras y la filosofía griega resultó ser muy atractiva. Para Runia, Filón marcó especialmente el cristianismo desde el punto de vista de «la ontología y trascendencia epistemológica de Dios, expresada sobre todo en la teología negativa, la figura del Logos casi independiente pero no separada de Dios, la creación del cosmos y del ser humano como imagen de Dios, el progreso del alma virtuosa y su camino hacia la perfección espiritual y el reposo en Dios».

### Influencia sobre la tradición rabínica

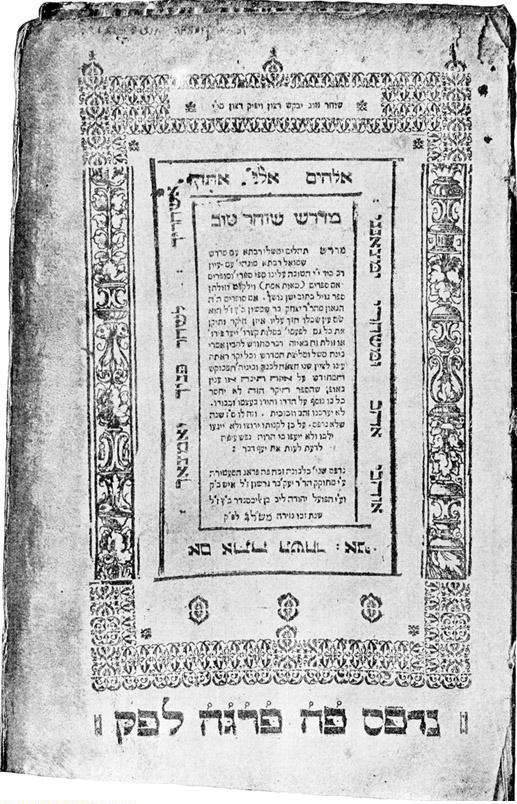
Página de una edición del Midrash Tehilim (Praga, 1613).

El mundo judío redescubrió a Filón en el siglo XVI, con Azariah dei Rossi. Si bien este último mostró cierta admiración por el filósofo Filón, tuvo una actitud muy ambivalente. Reprochó a Filón por su ignorancia del hebreo y el arameo (ignorancia hoy disputada por la Enciclopedia judía), así como «su creencia en la eternidad de la materia, su alegorización de las Escrituras y sus desviaciones con relación a la Halajá». En términos generales, Azariah trató a Filón como «uno de los sabios del mundo no judío». Para David T. Runia, dos razones principales explicarían esta actitud: la influencia que ejerció Filón sobre los padres de la Iglesia, como Clemente de Alejandría u Orígenes; y su uso de la Septuaginta, un libro abandonado por los judíos en el siglo II. Cabe recordar que los escritos rabínicos no suelen citar a los autores judíos que escribían en griego (como Filón), porque daban poca credibilidad a una obra exegética que no formaba parte de los escritos originales. Sin embargo, aunque Filón no es mencionado en los escritos rabínicos, escritores como el propio Azariah dei Rossi notaron afinidades entre las interpretaciones midráshicas de la creación de Hoshaiah Rabbah y «la concepción del logos como el instrumento de Dios en la creación» de Filón. Aquí se pueden señalar dos puntos: si bien el pensamiento de Filón sobre el Logos está bastante cerca de la creación del mundo por emanaciones (sefirot) de la cabalá, difiere del de la tradición rabínica, para la cual Dios no creó el mundo a partir de un plan elaborado en su mente y a través de su palabra, sino a partir del plan establecido en la Torá, como producto del espíritu divino.
Para David Winston, Filón realmente creía que las tradiciones judía y filosófico-mística «estaban realmente de común acuerdo». También es posible afirmar que Filón usó el instrumento de la teología judía clásica, el Midrash, para interpretar las Escrituras. Pero, en lugar de partir de la tradición midráshica (que los expertos cuestionan el conocimiento que pueda tener de ella), Filón utiliza esta técnica para interpretar la Torá a través del prisma de la filosofía griega, especialmente el platonismo y el estoicismo. Según P. S. Alexander, «el Midrash es tanto un medio de imponer ideas en las Escrituras como de derivar ideas de ellas». Esto llevó a Filón a alejarse de la tradición rabínica o de introducir elementos rabínicos en el corpus griego. Por ejemplo, su idea de que podemos conocer la existencia de Dios, pero no su mente, no se encuentra en la tradición rabínica.
La noción de ley natural, profundamente arraigada en la tradición estoica, llevó a Filón a pensar que la ley judía es una de las expresiones de la ley natural. Sin embargo, la tradición rabínica nunca se involucró en una filosofía sistemática de la ley judía (Halajá) y menos aún en una comparación con la ley natural. Con respecto precisamente a la Halajá, para Filón, los Diez Mandamientos constituyen la matriz sobre la que se derivan las demás leyes. Por el contrario, en la Halajá rabínica, los diez mandamientos no tienen un estatus particular: la cesura principal entre las leyes son los 365 mandamientos positivos y los 248 negativos. Sin embargo, se debe tener en cuenta que la tradición judía data de aproximadamente dos siglos después de los escritos de Filón y no sabemos cómo la comunidad judía interpretaba la Halajá en su época.
En cuanto a la noción de arrepentirse o el arrepentimiento, está bastante claro que Filón introdujo en la filosofía occidental una idea que era ajena tanto a los estoicos como a Aristóteles. Para él, a través del arrepentimiento, «la vieja vida reprensible se evacua y desaparece» (Abr., 19). Sin embargo, mientras que en la tradición religiosa judía el arrepentimiento es instantáneo, para Filón es una entidad lenta que no está ajena al examen de conciencia de los neopitagóricos, idea que sería retomada por los estoicos romanos.
Para Maren Niehoff, estudiar la biografía de Filón nos permite comprender mejor la evolución del judaísmo desde el período del Segundo Templo hasta el judaísmo rabínico. Ella lo considera como el representante de los líderes de la entonces comunidad judía, que desconfiaban de los movimientos apocalípticos, trabajando en cooperación con Roma. A diferencia del rabino Akiva, ellos se posicionaron dentro de la cultura romana y no en oposición a ella.

## Obras de Filón

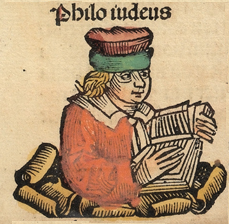
«Filón el judío», en las Crónicas de Núremberg (1493).

### Transmisión de su obra
La cultura judía de Alejandría fue severamente sacudida alrededor de 115-117, durante lo que se llamó la guerra de Kitos. Parte de los escritos de Filón pasaron a manos de cristianos, que lo consideraron uno de los suyos. Clemente de Alejandría y Orígenes estuvieron familiarizados con la obra de Filón, como también Ambrosio de Milán. Sus obras sobrevivieron ya sea en manuscritos griegos de los siglos X al XIV, latinos de finales del siglo XIV, en papiros descubiertos en 1891, o incluso libros en armenio, donde su trabajo todavía se enseñaba a principios del siglo XIX.

### Obras traducidas al español
- Filón de Alejandría (1990-). Obras completas. Edición de José Pablo Martín. Ocho volúmenes. Colección: Estructuras y Procesos. Religión. Madrid: Editorial Trotta.

1. Volumen I: Introducción general a la edición. La creación del mundo según Moisés [De opificio mundi]. Alegoría de las leyes [Legum allegoriae I-III]. 2009. ISBN 978-84-9879-022-1.
2. Volumen II: Sobre los Querubines. Los sacrificios de Abel y Caín. Las insidias de lo peor contra lo mejor. La posteridad de Caín. Sobre los gigantes. Sobre la inmutabilidad de Dios. Sobre la agricultura. Sobre la plantación. Sobre la ebriedad. Sobre la sobriedad. 2010. ISBN 978-84-9879-151-8.
3. Volumen III: La confusión de las lenguas [De confusione linguarum]. La migración de Abraham [De migratione Abrahami]. El heredero de los bienes divinos [Quis rerum divinarum heres sit]. Acerca de la unión con los estudios preliminares [De congressu erutidionis gratia]. Sobre la fuga y el encuentro [De fuga et inventione]. Sobre el cambio de nombres [De mutatione nominum]. Sobre Dios. Fragmento armenio retraducido al griego por Folker Siegert [De deo]. 2012. ISBN 978-84-9879-242-3.
4. Volumen IV: Sobre los sueños. Sobre Abraham. Sobre José. Sobre las virtudes. Premios y castigos. 2016. ISBN 978-84-9879-610-0.
5. Volumen V: Vida de Moisés, libros 1 y 2. La vida contemplativa o de los suplicantes. Tratados histórico-teológicos. Contra Flaco. Embajada a Gayo. 2009. ISBN 978-84-9879-023-8.
6. Volumen VI: Tratados legislativos, Sobre el decálogo y Las leyes particulares 1-4. 2023. ISBN 978-84-1364-109-6.

- – (2005). Los terapeutas: de vita contemplativa. Madrid: Ediciones Sígueme. ISBN 978-84-301-1569-3.
- – (1997). Sobre los sueños; Sobre José. Madrid: Editorial Gredos. ISBN 978-84-249-1852-1.